# Biserica Buna Vestire din Roșcani

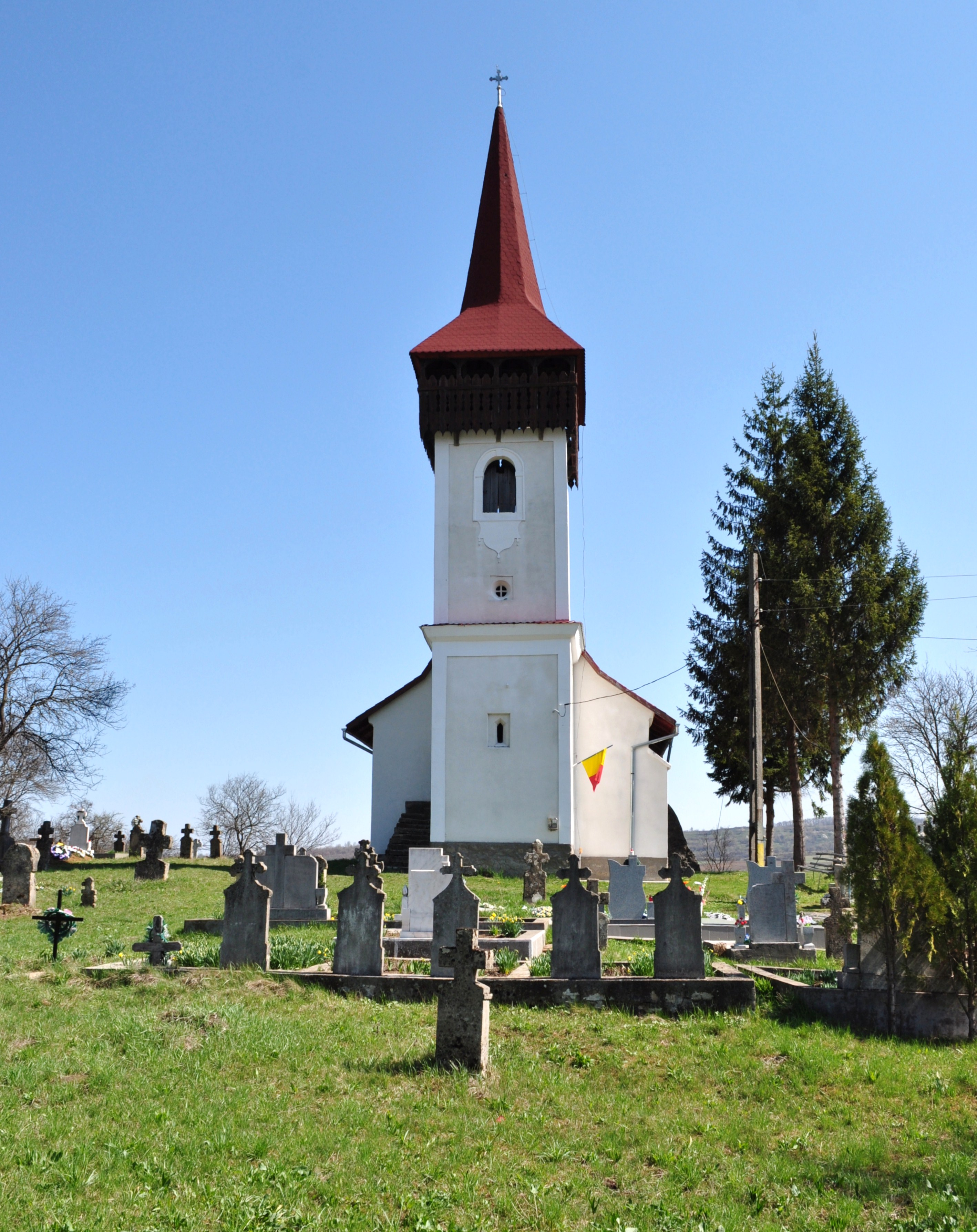
Biserica de zid cu hramul „Buna Vestire” din Roșcani, comuna Dobra, județul Hunedoara, foto: aprilie 2012.

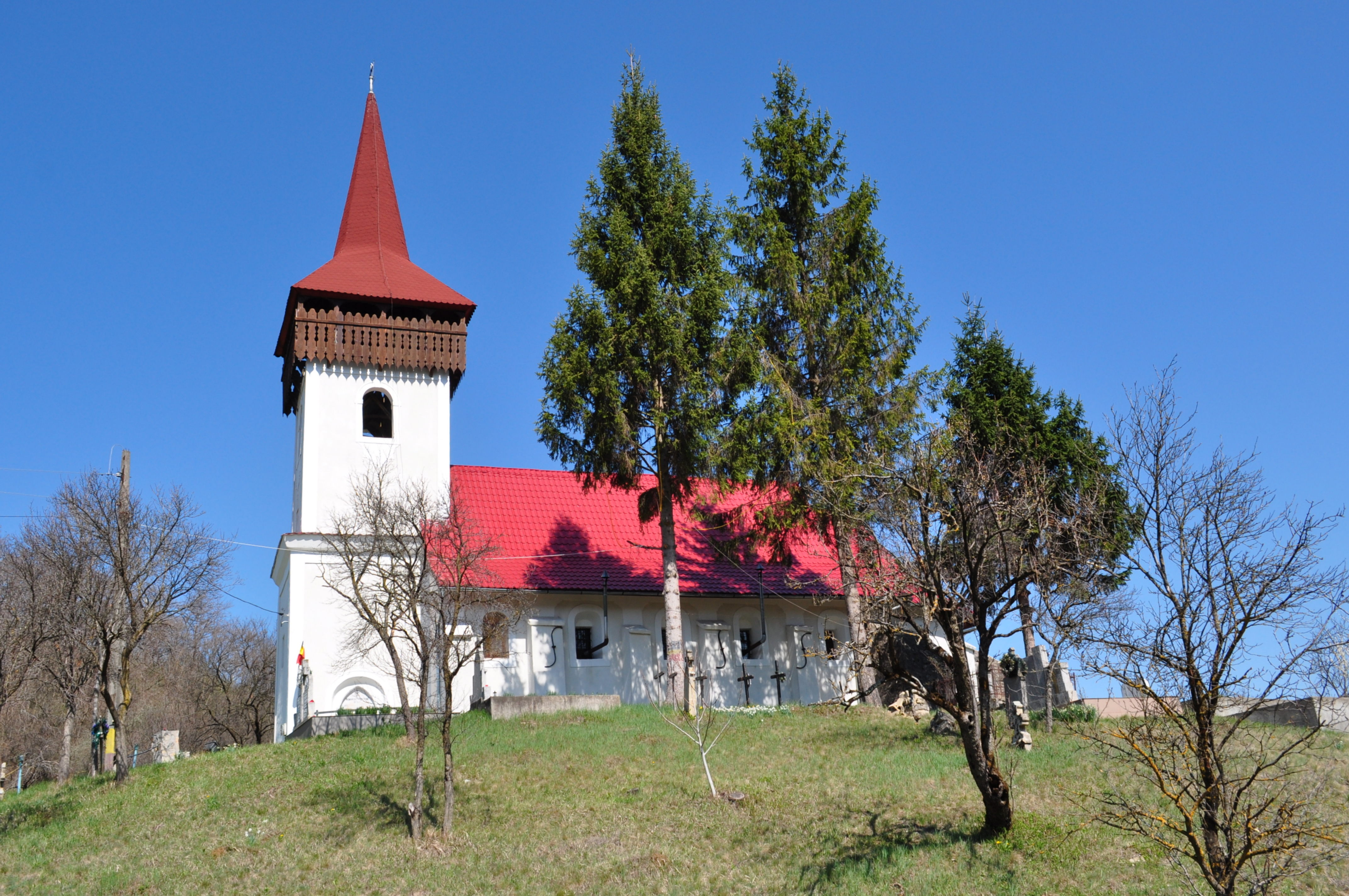
Biserica de zid cu hramul „Buna Vestire” din Roșcani, comuna Dobra, județul Hunedoara, foto: aprilie 2012.

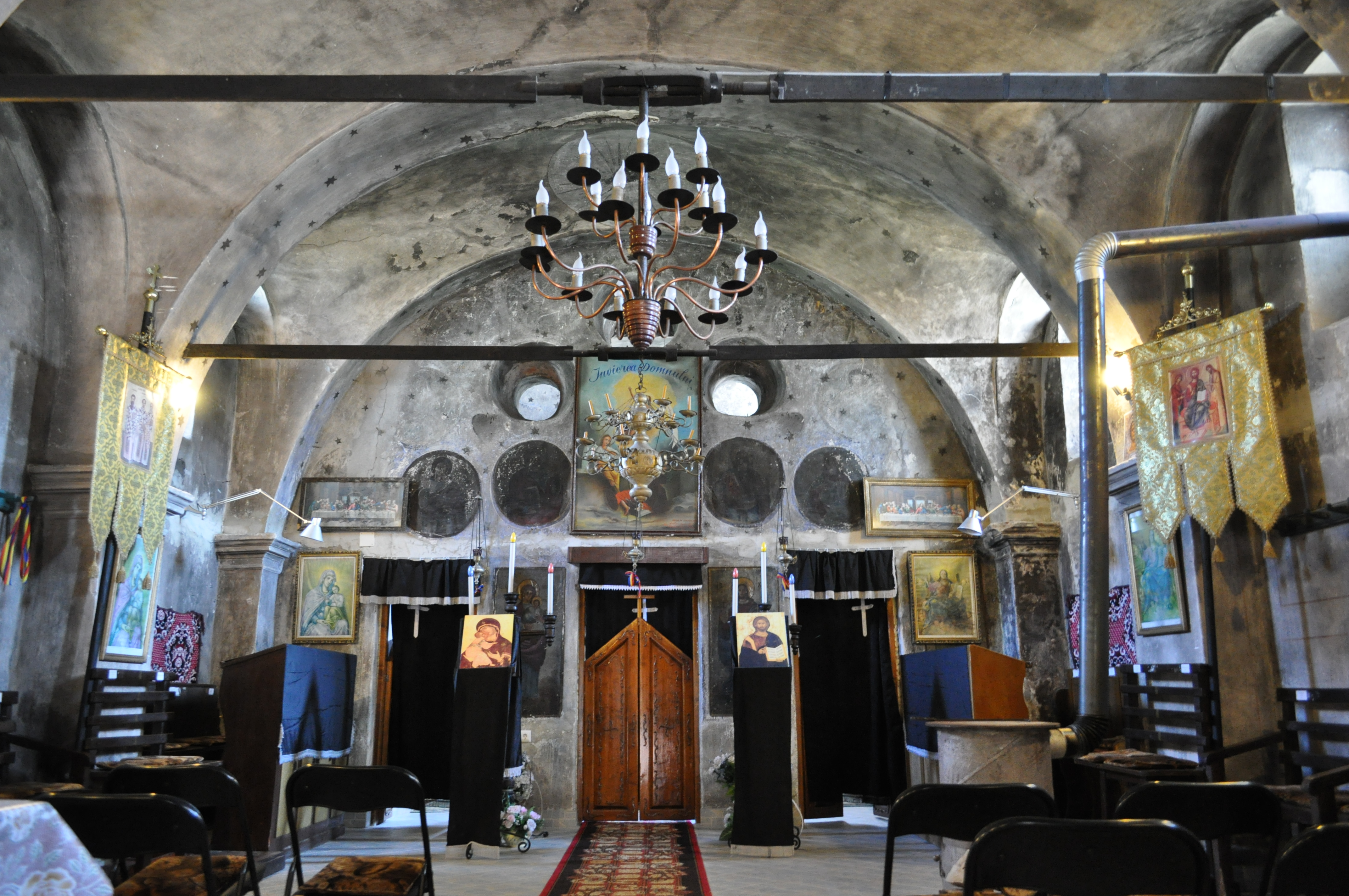
Interiorul navei

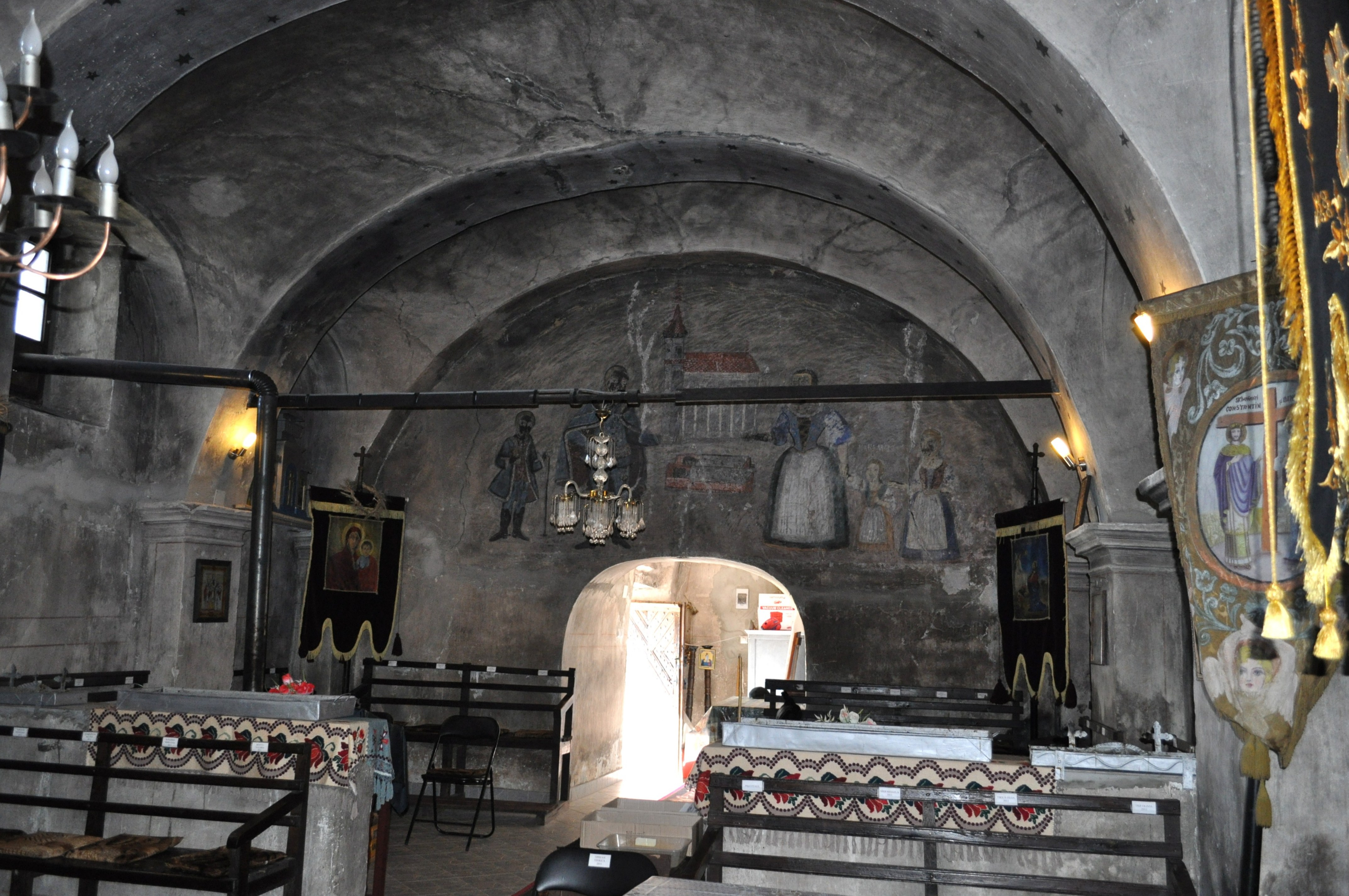
Nava spre ieșire

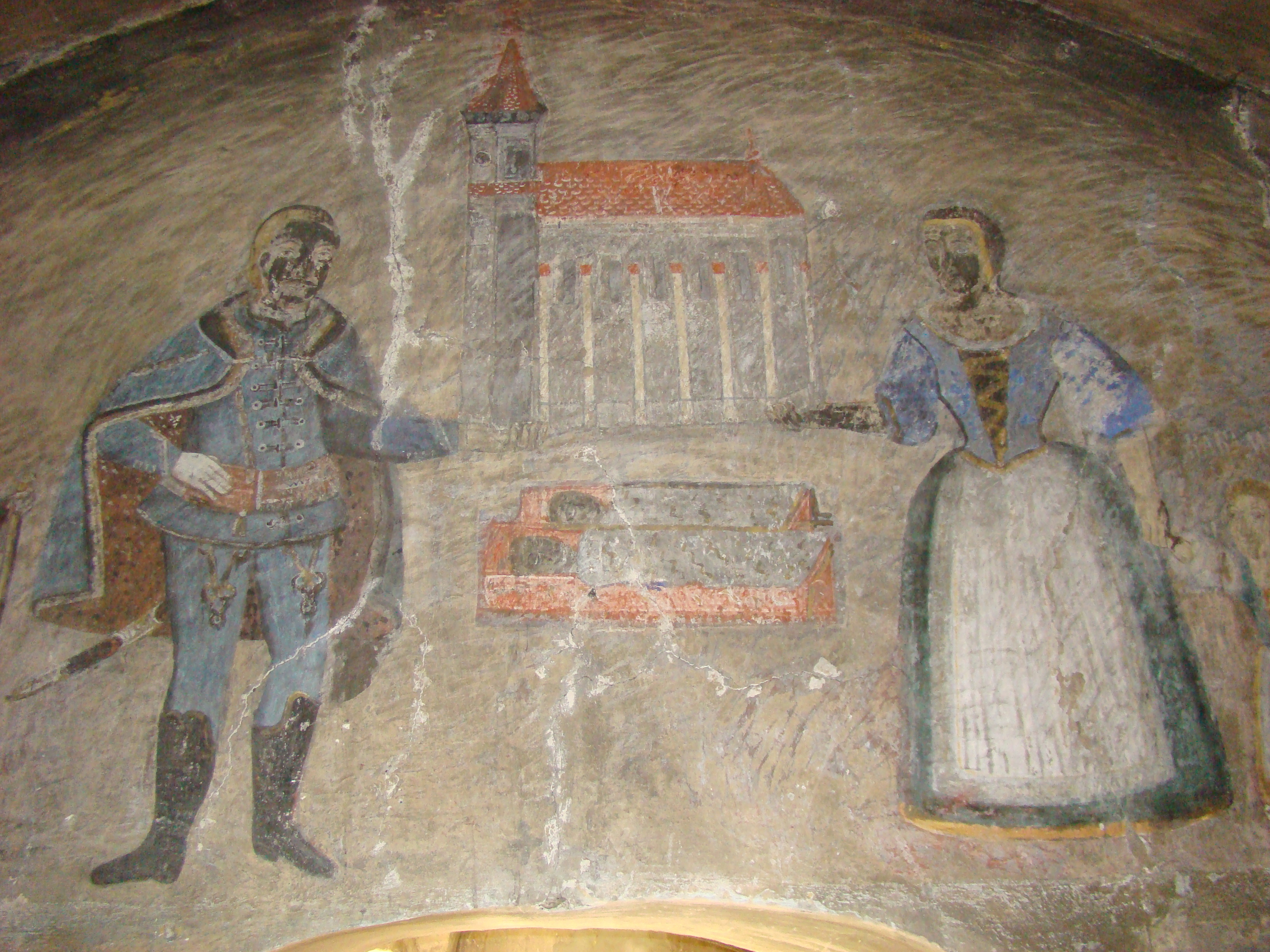
Tabloul votiv al familiei Caba

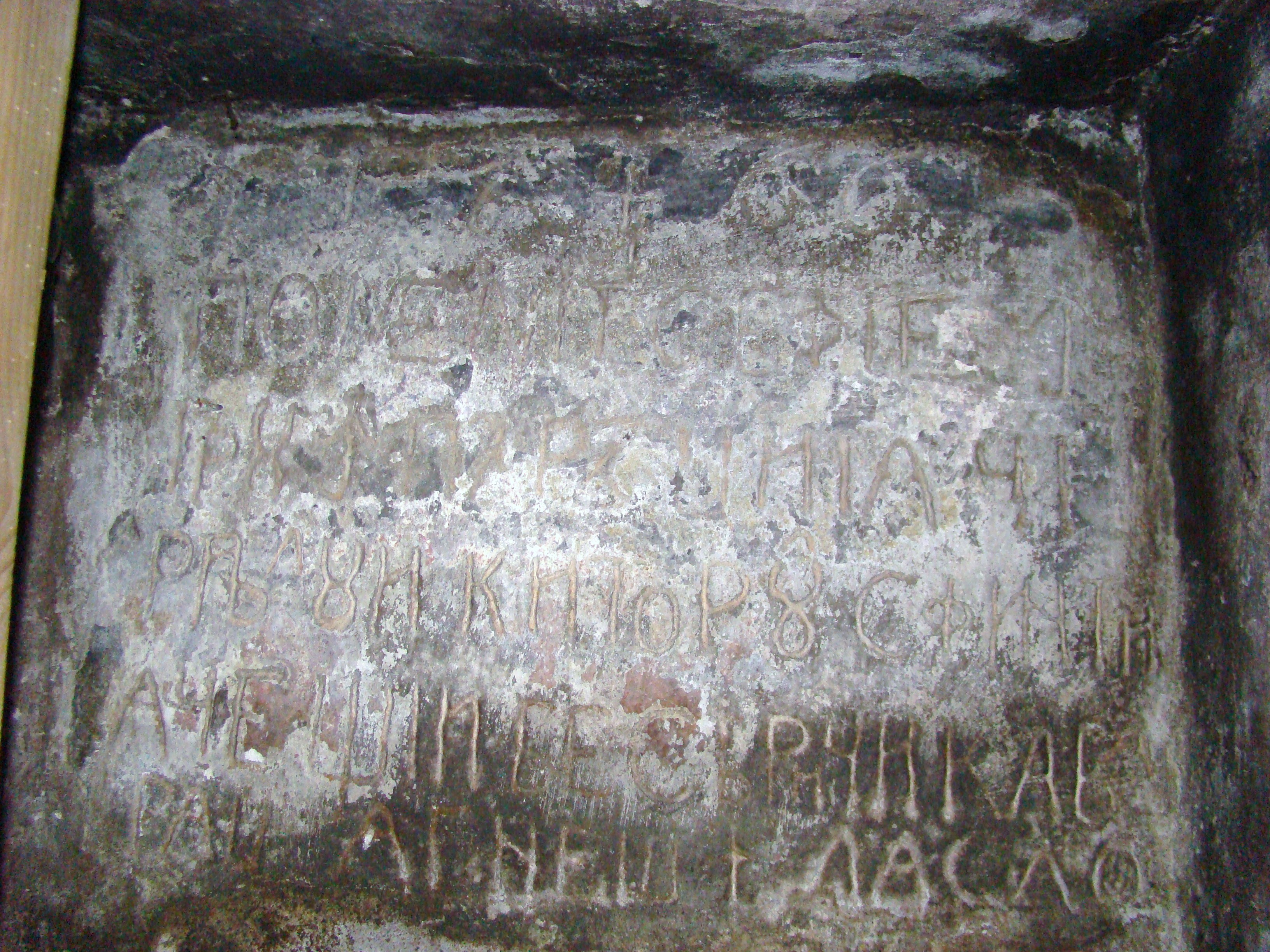
Inscripția din altar

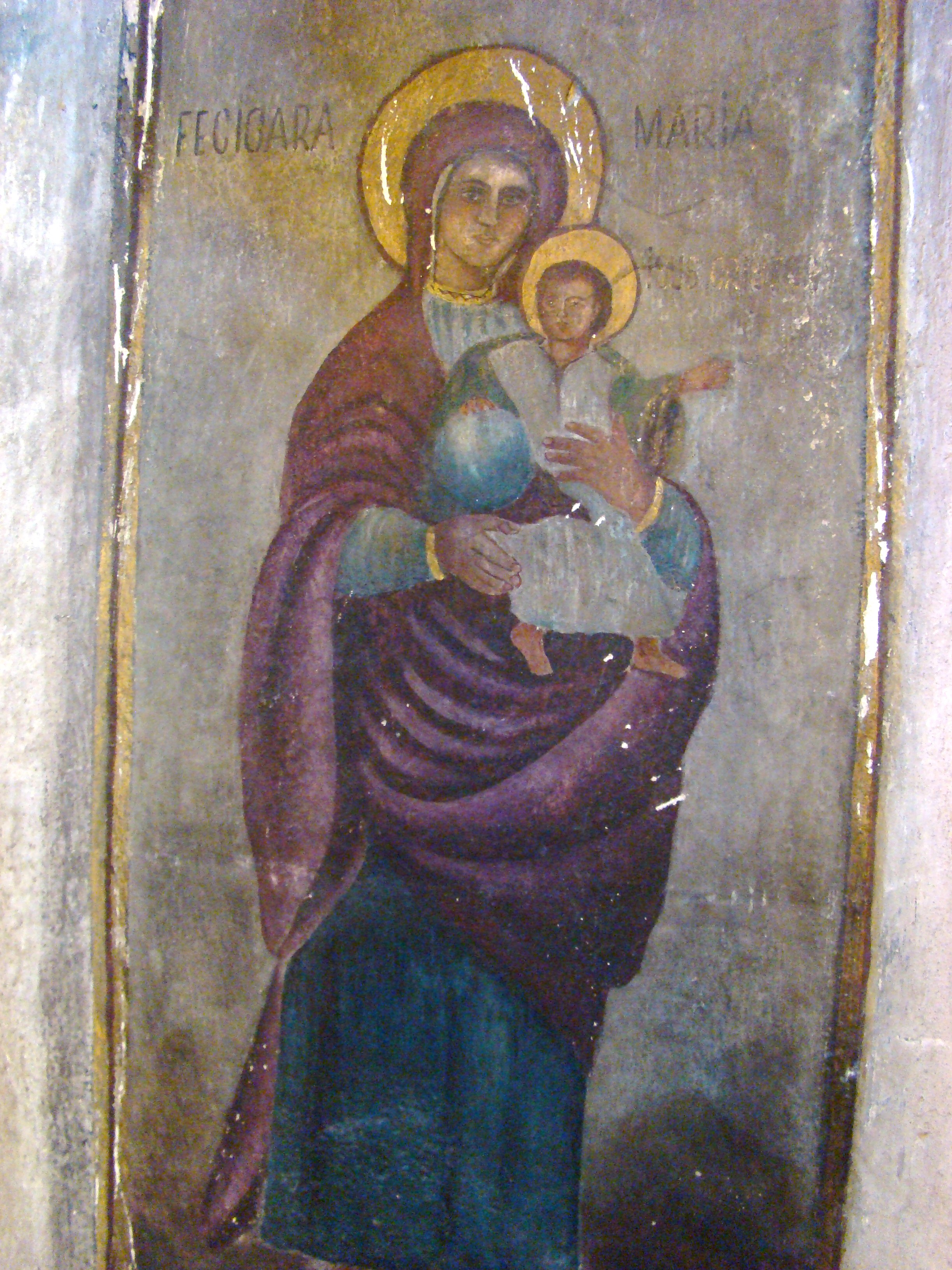
Maica Domnului cu Pruncul

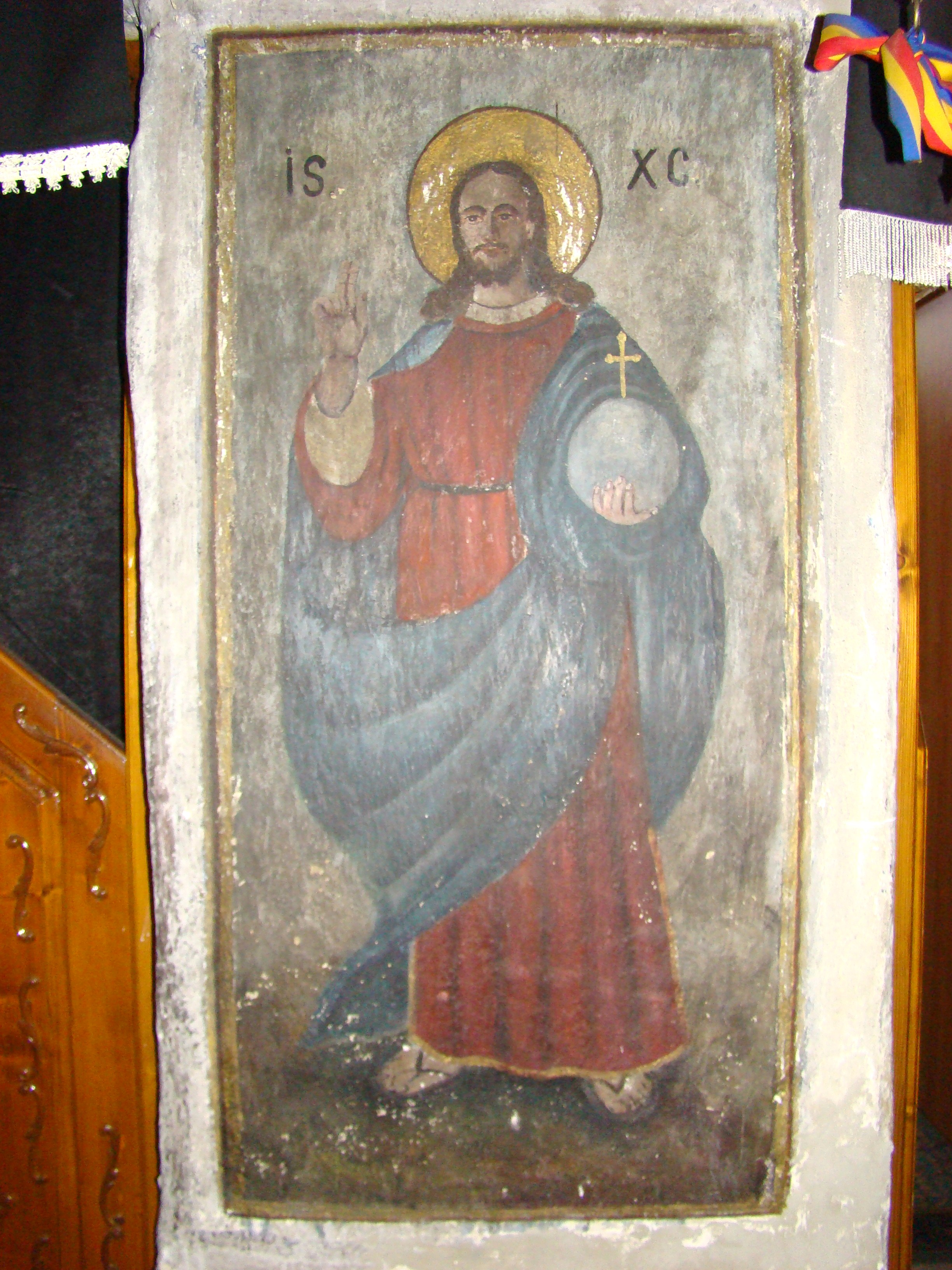
Iisus Pantocrator

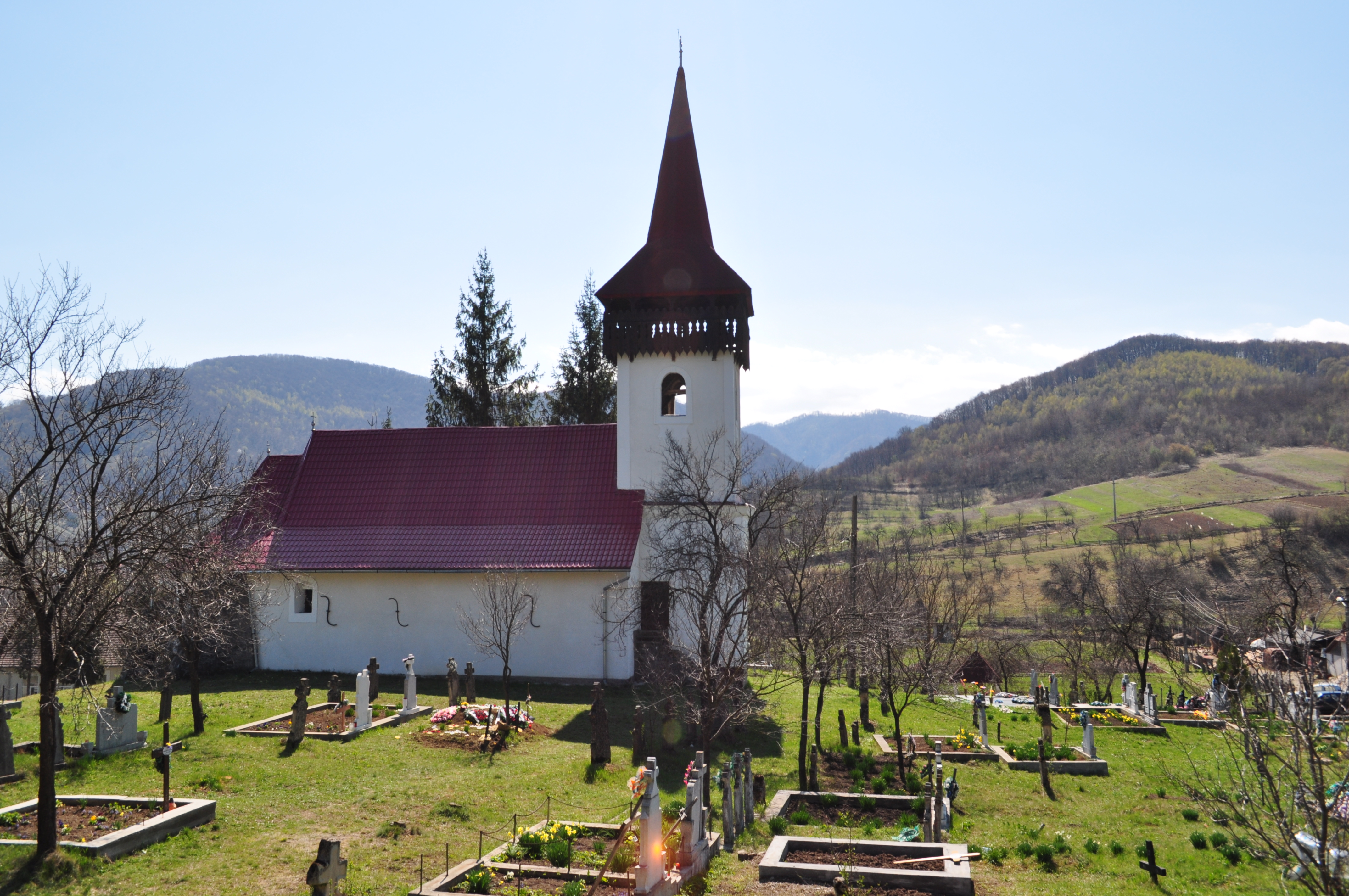
Biserica (nord)

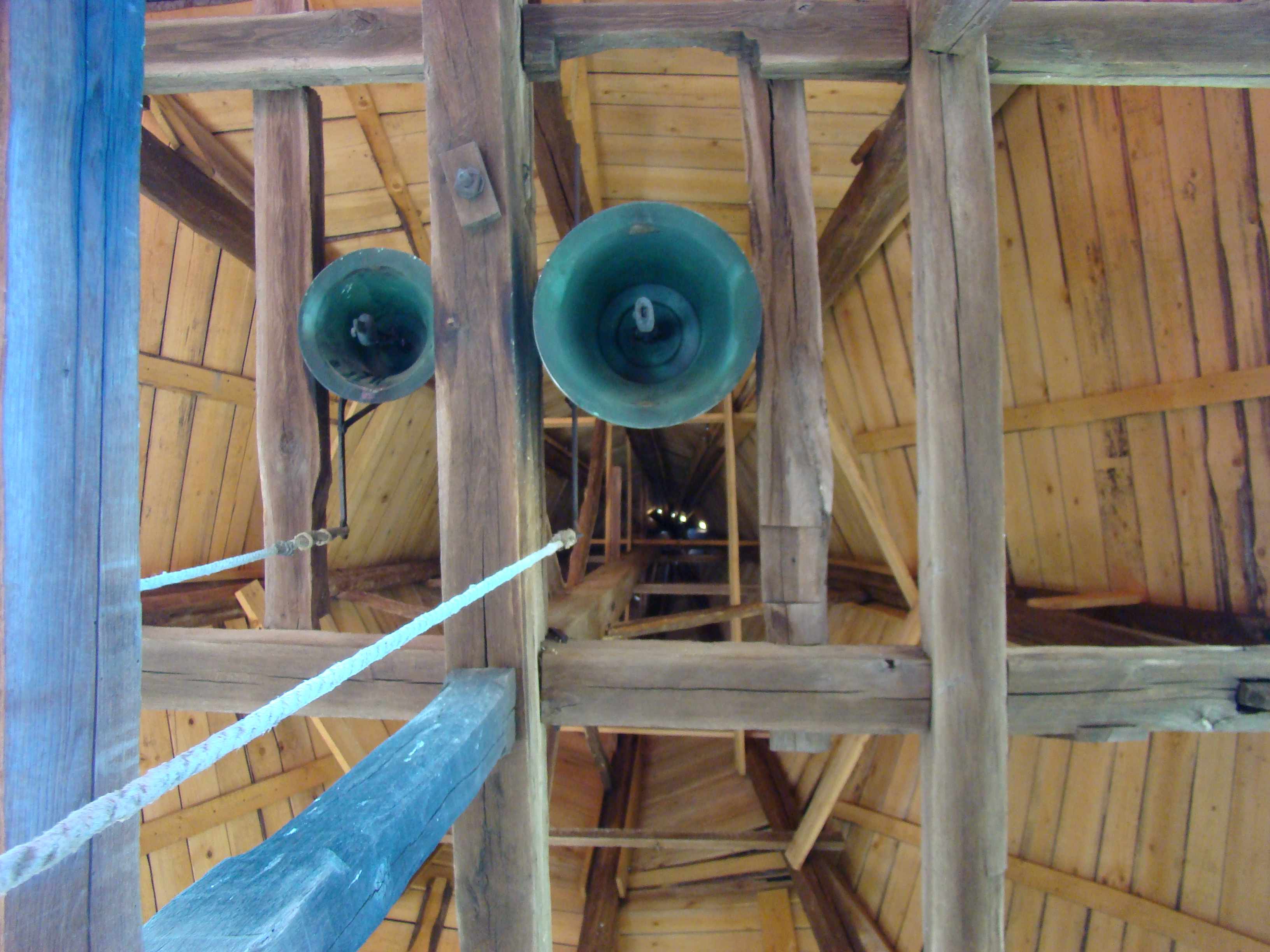
Clopotele bisericii

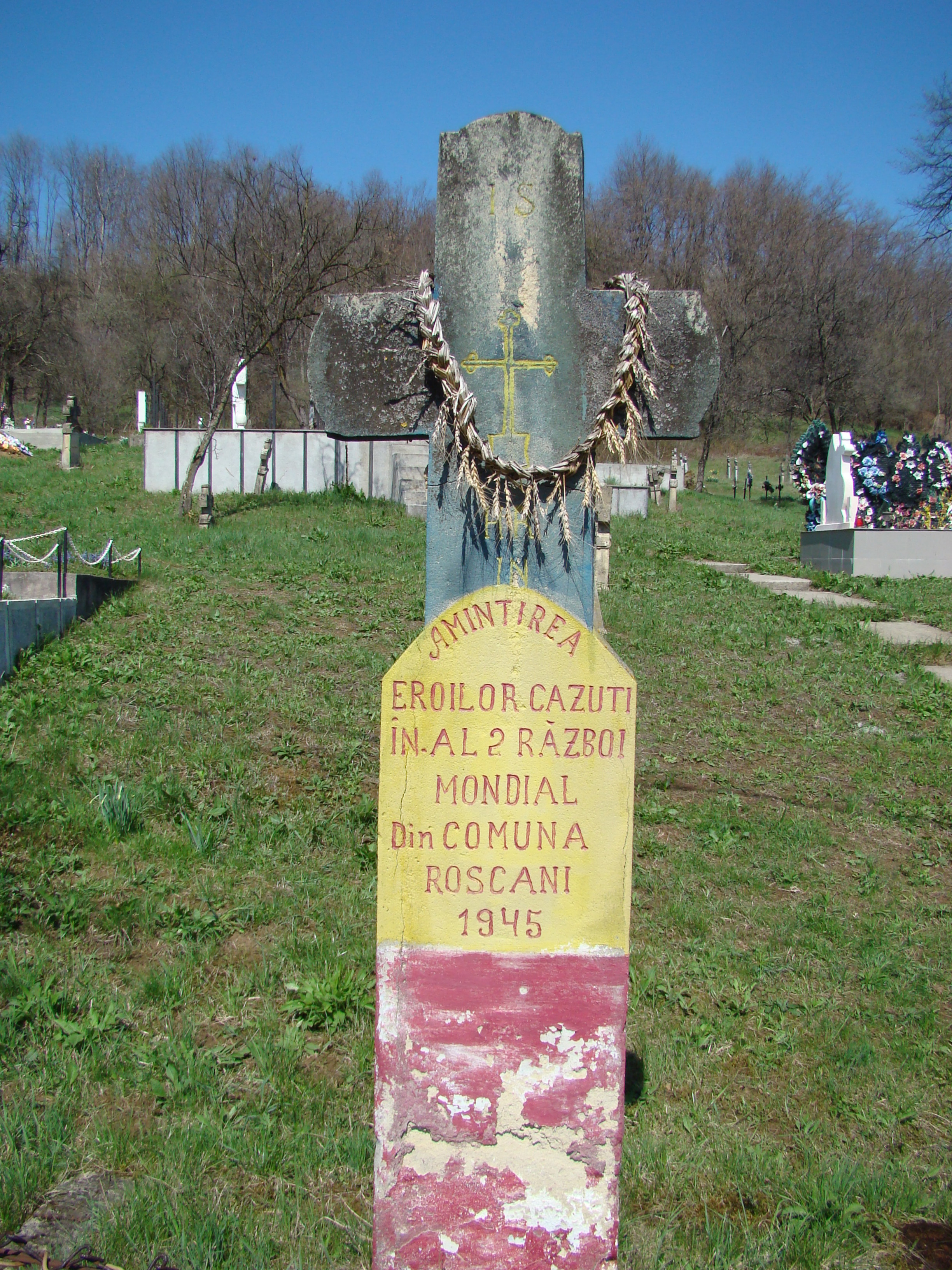
Monumentul Eroilor

Biserica de zid cu hramul „Buna Vestire” din Roșcani, comuna Dobra, județul Hunedoara, este un vechi monument românesc zidit în piatră în secolul al XV-lea de către cnezii din familia Caba. Biserica se află pe noua listă a monumentelor istorice sub codul LMI:  HD-II-m-A-03434.

## Istoric și trăsături
La numai câțiva kilometri depărtare de centrul comunal Dobra, într-o frumoasă așezare de la poalele nordice ale munților Poiana Ruscă, se găsește satul Roșcani, menționat documentar, ca „Roskan”, în anul 1491. În interiorul unei fortificații străvechi, astăzi dispărută, a fost ridicat, în perioada medievală, un edificiu din zid impunător, martor al bunăstării dar și al decăderii familiei nobiliare românești locale Caba: biserica-monument istoric ”Buna Vestire”. 
Lăcașul, tip „sală”, este compus dintr-un altar semicircular decroșat, un naos dreptunghiular spațios și un pronaos similar ca formă, precedate la apus, de un coridor, deasupra căruia se înalță un turn-clopotniță masiv (h 23,19 m) cu intrarea pe latura sa nordică, ușor dezaxat în raport cu corpul navei. Încă din vechime, zidul sudic al navei a fost consolidat prin doi  contraforți, pentru ca, ulterior, numărul acestora să crească; în prezent doar pereții altarului sunt flancați de patru piloni masivi, de dimensiuni inegale. Dacă la înălțarea pereților s-a folosit piatra brută, iar la infrastructura bolții navei cărămida, diferit, foișorul deschis al clopotniței este construit din lemn.
La mijlocul secolului al XVIII-lea, odată cu restaurarea edificiului, s-a procedat și la reîmpodobirea interioară a bisericii, astfel că urmele vechiului decor pictural au dispărut. Din cauza degradării, și cea de a doua zugrăvire a fost supusă unei repictări, intervenție sesizabilă astăzi la nivelul pronaosului. Fără a se ține seama de valoarea artistică inestimabilă a vechilor scene iconografice de pe tâmpla de zid a lăcașului, o acțiune neautorizată de restaurare urmată de afumarea intenționată a noului strat de zugrăveală, a dus, în urmă cu câteva decenii, la compromiterea definitivă a picturii iconostasului. Totuși din veșmântul pictural al secolului al XVIII-lea s-a păstrat, în registrul superior al peretelui vestic al pronaosului, tabloul votiv al familiei Caba, restauratoarea lăcașului. În costume specifice epocii, două persoane mature țin în mâini macheta bisericii proaspăt renovate. De o parte și de cealaltă se află un băiat și două fete; numele uneia dintre ele, de alt fel singurul păstrat, este ”KAБA MAPIA”. Deosebit de valoros din punct de vedere artistic, tabloul reprezintă dovada incontestabilă a alinierii elitelor românești la moda vestimentară, de sorginte vieneză, a vremii. Altă scenă contemporană, păstrată pe bolta altarului, redă imaginea „Pantocratorului”. Numele pictorilor s-au pierdut.
În pofida alterării aspectului inițial, ca urmare a numeroaselor șantiere de restaurare care au afectat-o, biserica și-a păstrat multe din caracteristicile arhitecturale originare. O serie de elemente îi trădează, ca atare, vechimea multiseculară. Spre exemplu ancadramentul portalului de pe latura sudică a turnului are o deschidere dreptunghiulară,  încălecată de o lunetă în arc frânt, închisă într-o arhivoltă semicirculară. În arc frânt se încheie și o fereastră a clopotniței, în timp ce un alt arc în acoladă, închide o nișă din interiorul altarului. Pe baza acestor elemente, monumentul a fost încadrat în ambianța gotică a artei medievale transilvănene a secolului al XV-lea. Spre aceeași concluzie îndeamnă atât similitudinile existente între această biserică și lăcașurile de cult zărăndene din Crișcior și Ribița, datate în primii ani ai aceluiași veac, cât și rezultatele săpăturilor arheologice întreprinse în anul 2000. 
Primei faze de construcție pare să-i fi aparținut doar parterul si primele două niveluri ale clopotniței, care, împreună cu o navă de mici dimensiuni (circa 4 x 2,50 m), au constituit părți ale unei mici capele de curte, ridicată, probabil, pe locul unui alt lăcaș de cult, mult mai vechi. În a doua jumătate a secolului al XVI-lea au fost construite nava actuală și altarul aferent. Altă intervenție majoră asupra edificiului a avut loc în anul 1766, când urmașii primilor ctitori și-au amenajat, sub pardoseala navei,cripta familială; tot atunci, turla, naosul și altarul au fost acoperite cu țiglă, iar peste vechiul paviment din cărămidă al bisericii au fost așezate dale din piatră. Din pricina fisurilor apărute în urma cutremurului din anul 1839, pereții lăcașului au fost consolidați prin montarea unor tiranți din fier și prin zidirea masivilor contraforți ai altarului și ai peretelui sudic al navei; înlocuirea acoperișului de țiglă cu un altul din șindrilă, mult mai ușor s-a adăugat măsurilor de reabilitare a infrastructurii bisericii. Alte reparații au avut loc în anii 1892 (dată sugerată de aducerea clopotului mic de bronz, turnat la Timișoara, în atelierele lui „Anton Novotny”), 1928, 1967 și 2006-2009.
Ctitorii acestui edificiu au fost, cu siguranță, membrii familiei cneziale Caba, atestați, în a doua jumătate a secolului al XV-lea, cu particula de noblețe „Jóföi”(„de Dobra”). Astfel, în anii 1465, 1478 și 1507 este menționat un Ladislau Caba de Dobra. În 1575, un alt nobil Caba era scutit de dări de către principele Sigismund Báthory al Transilvaniei (1581-1599; 1601-1602). După o întrerupere documentară de aproximativ două secole într-un act din anul 1725, reapărea un „Roskany Kaba Laszlo Nemes Szemelly”; atestările se succed apoi cu regularitate: 1776, 1781, 1784 și 1809. Din textul unei inscripții păstrate în altar, în dreptul unei nișe din partea nord-estică a absidei, se desprinde atât anul, cât și numele celor care au suportat financiar costul reparațiilor de la mijlocul secolului al XVIII-lea: „17† 66 pomenit se fie întru împărățiea cerului ctitorul sfintii acesti biserici Caba Raț Agnes † Laslo”; greșit redată în partea sa finală, inscripția ar trebui citită, pentru o mai bună coerență, astfel: „1766. Pomeniți să fie, întru împărăția cerului, ctitorii acestei sfinte biserici, Laslo Caba și soția sa Agnes Raț” . Păstrate  într-o criptă boltită, amenajată sub pavimentul navei, osemintele acestora au fost răvășite în anul 1918, în împrejurările tulburi ale preluării administrației  locale de către forurile de conducere românești.
În pofida număratelor presiuni confesionale cărora trebuie să le fi făcut față de-a lungul vremii, nobilii Caba au rămas ortodocși, restaurarea bisericii la mijlocul secolului al XVIII-lea, într-o epocă în care se depuneau mari eforturi pentru consolidarea uniației, primind astfel semnificația unei afirmări  a propriei identități etnico-religioase. Lăcașul apare menționat atât în izvoarele cartografice ale timpului–harta Sfântului Imperiu Romano-German din 1720 și harta iosefină a Transilvaniei (1769-1773), cât  și în tabelele conscripțiilor din anii 1733, 1750, 1761-1762, 1805 și 1829-1831. 

## Imagini din interior

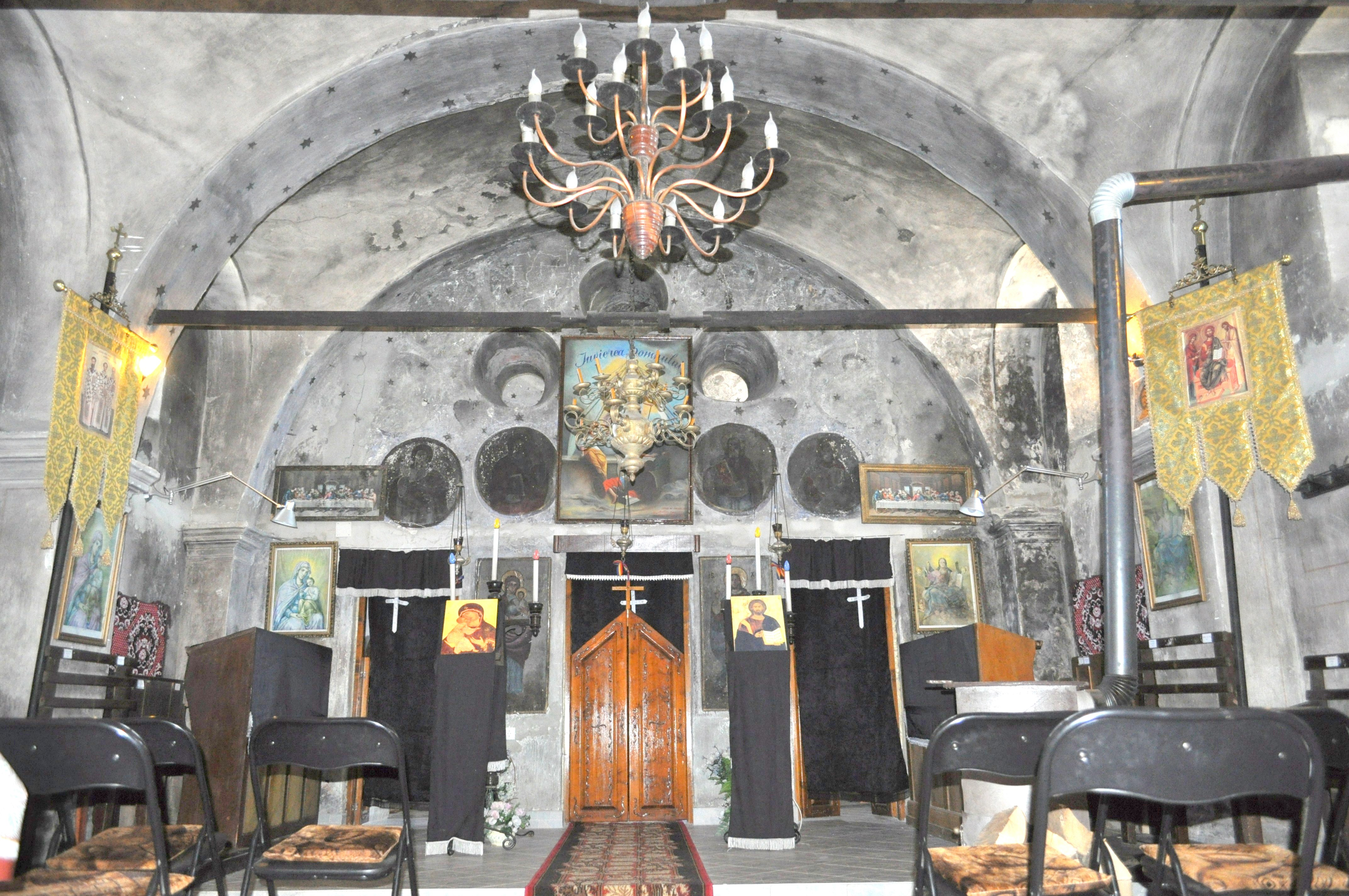
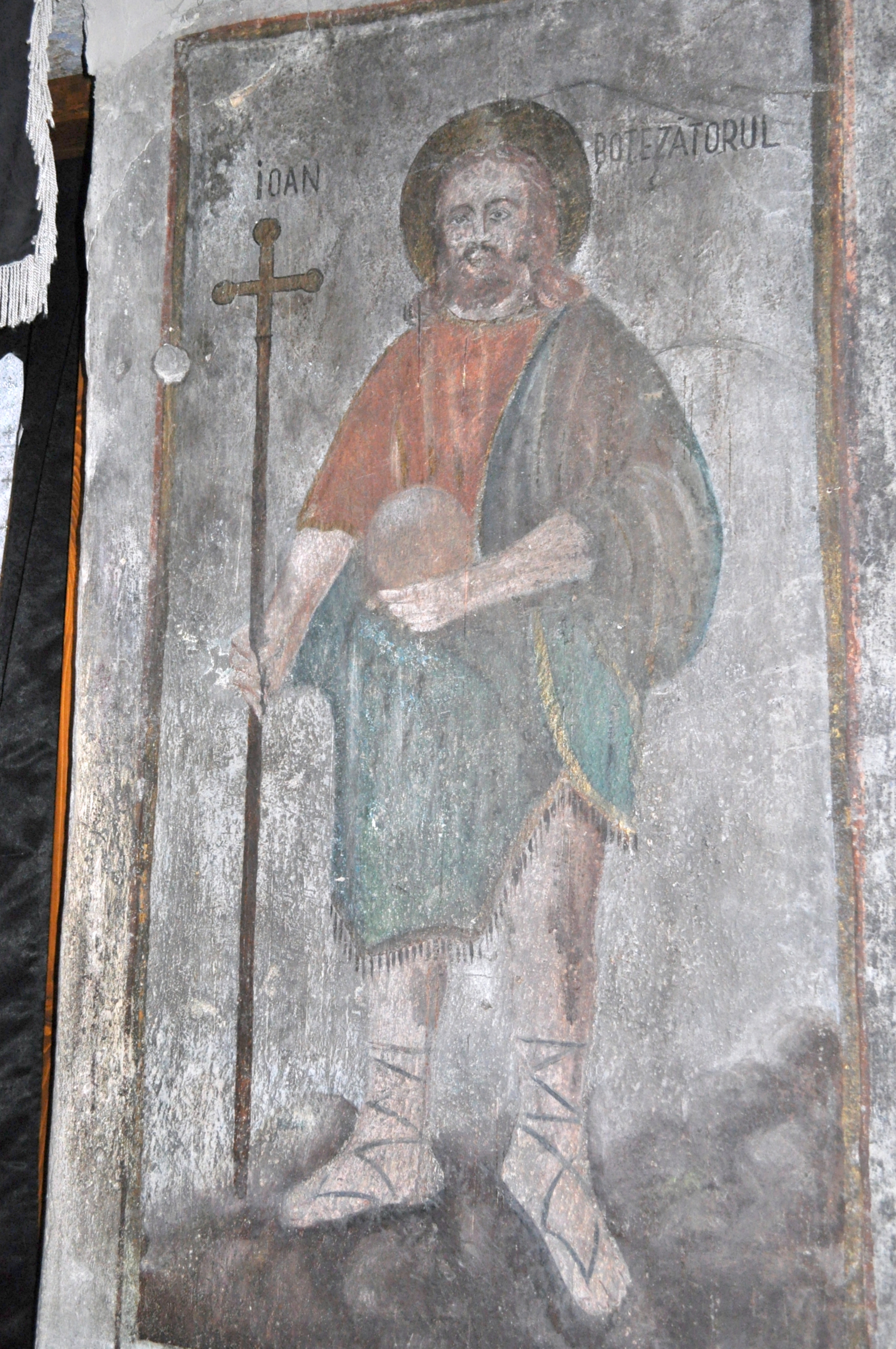
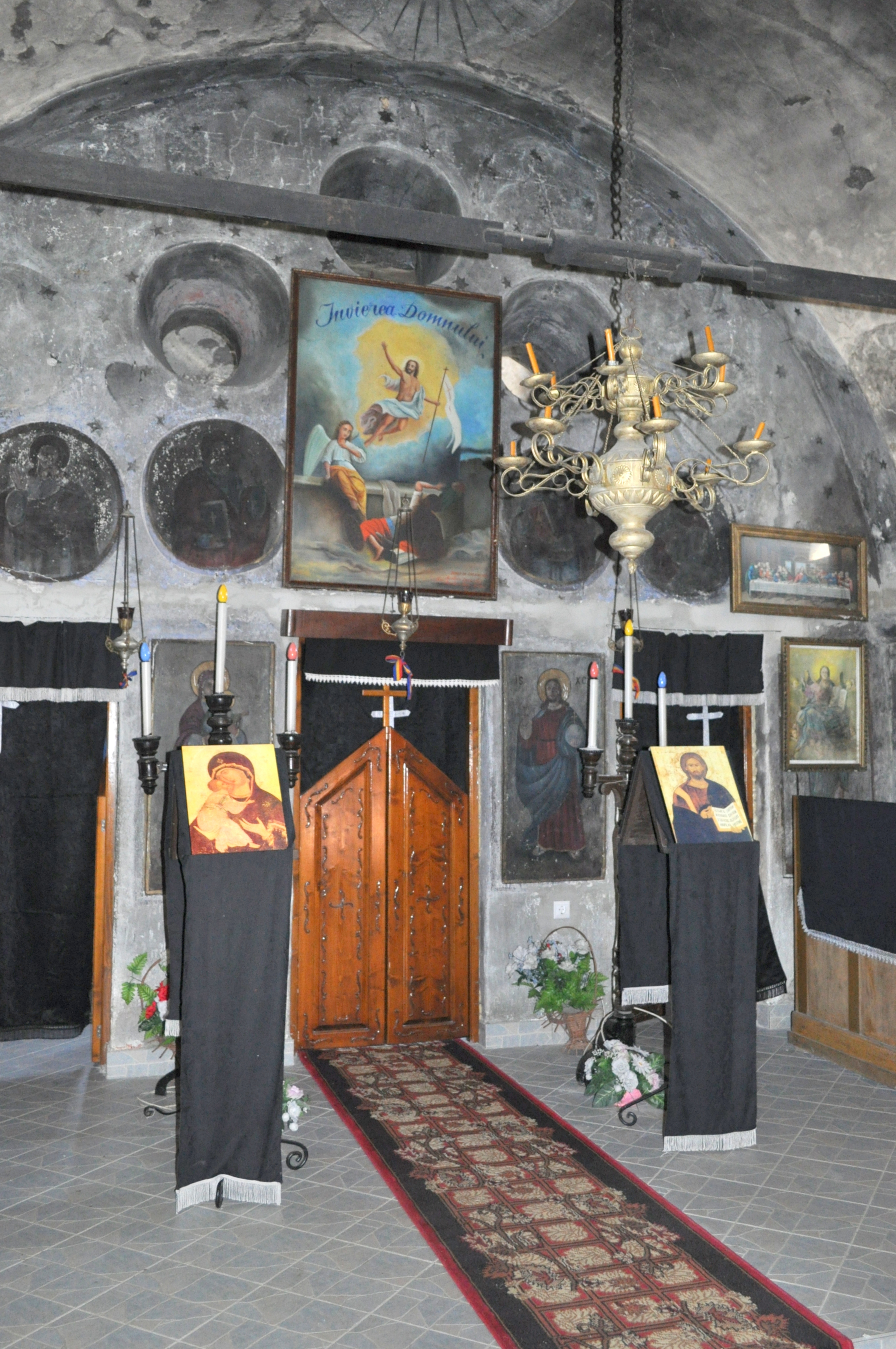
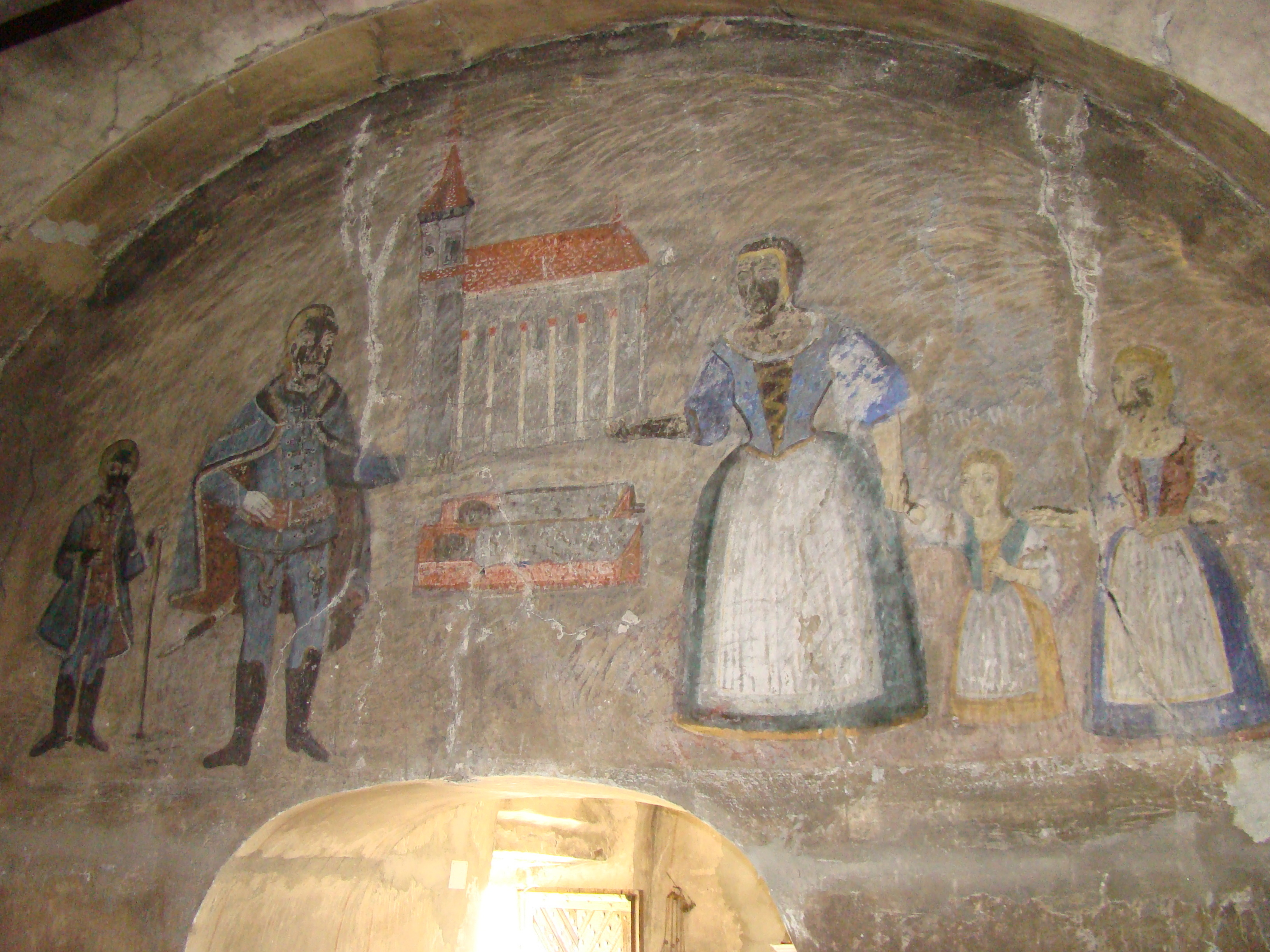
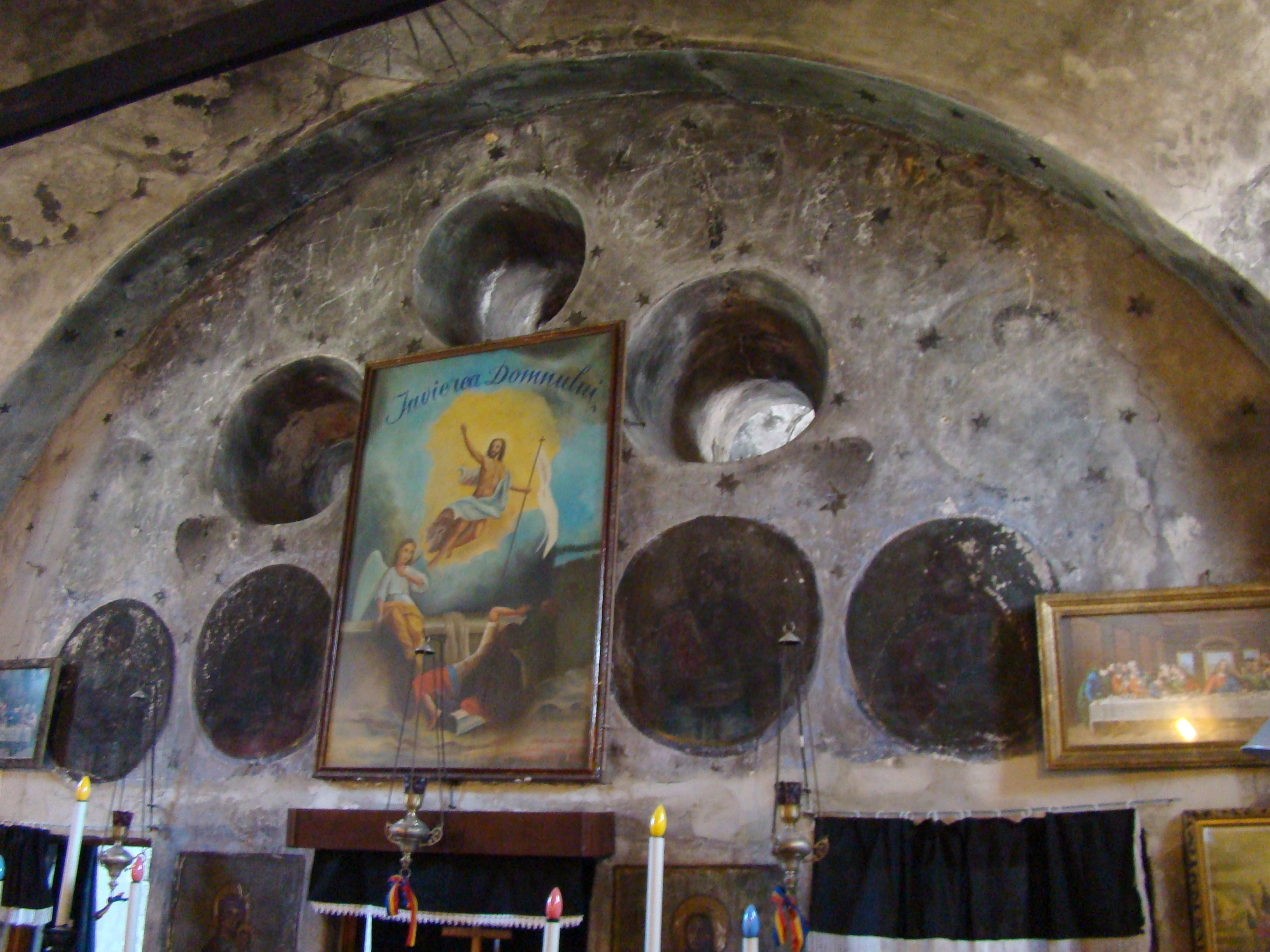
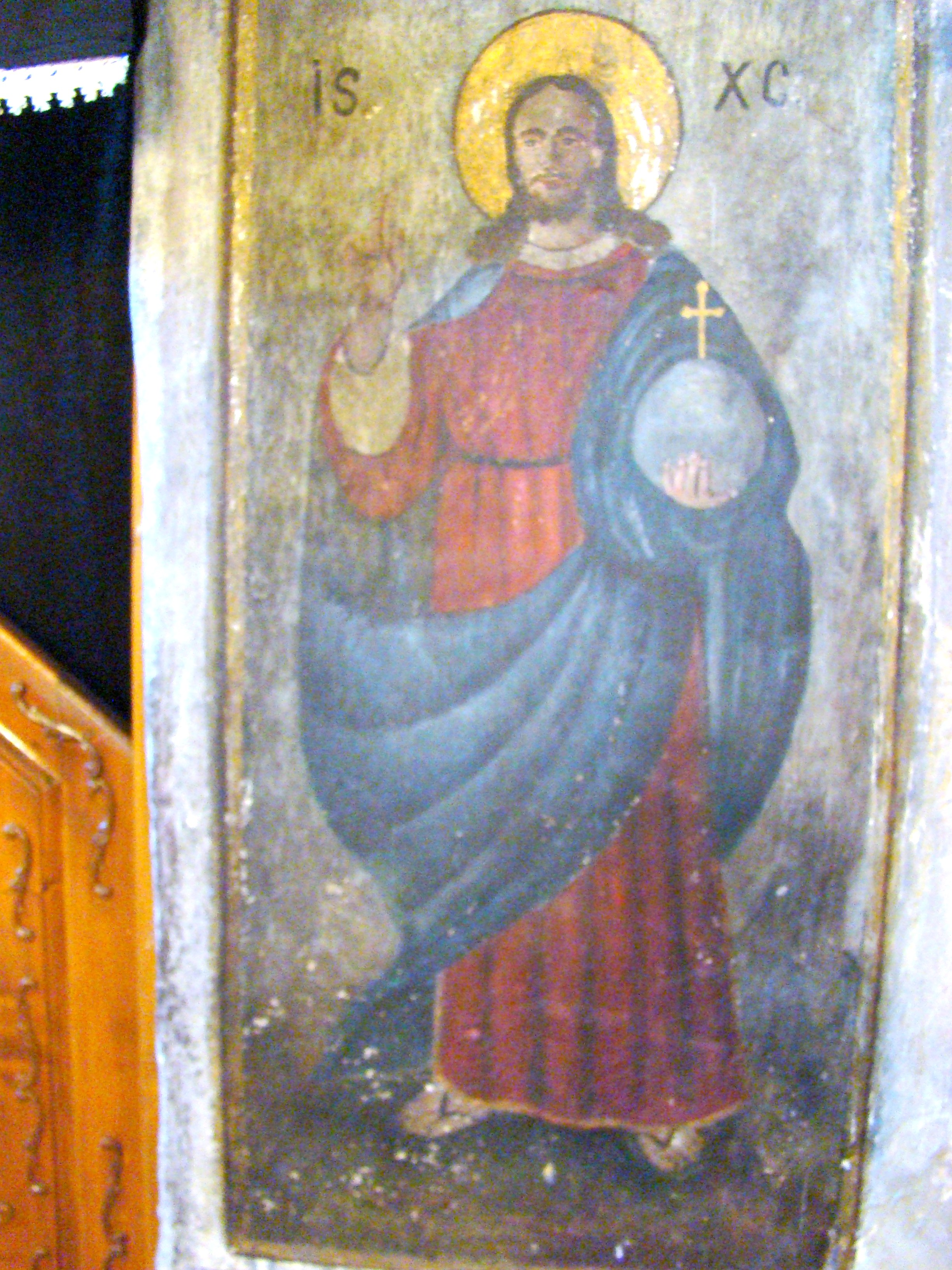
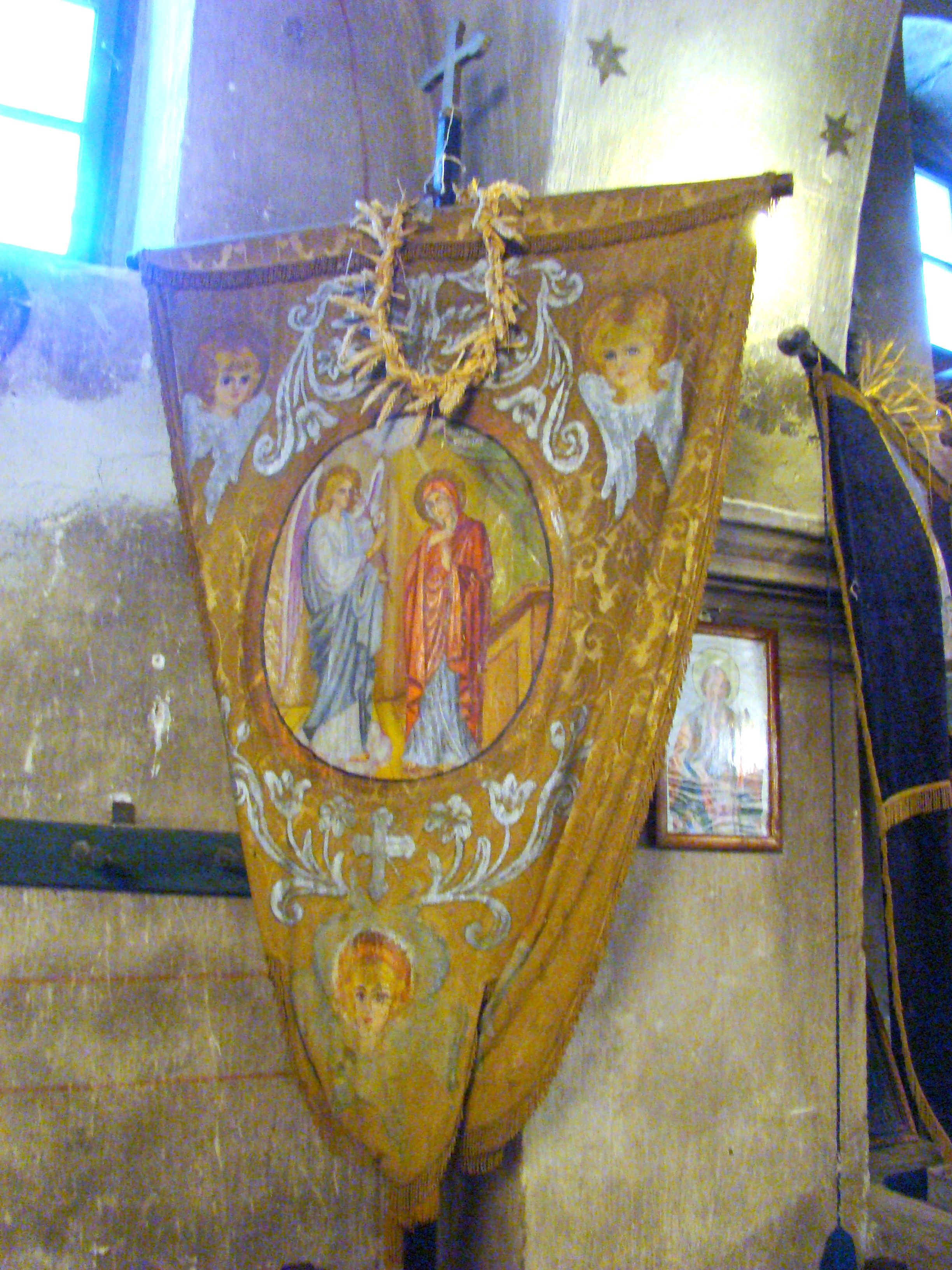
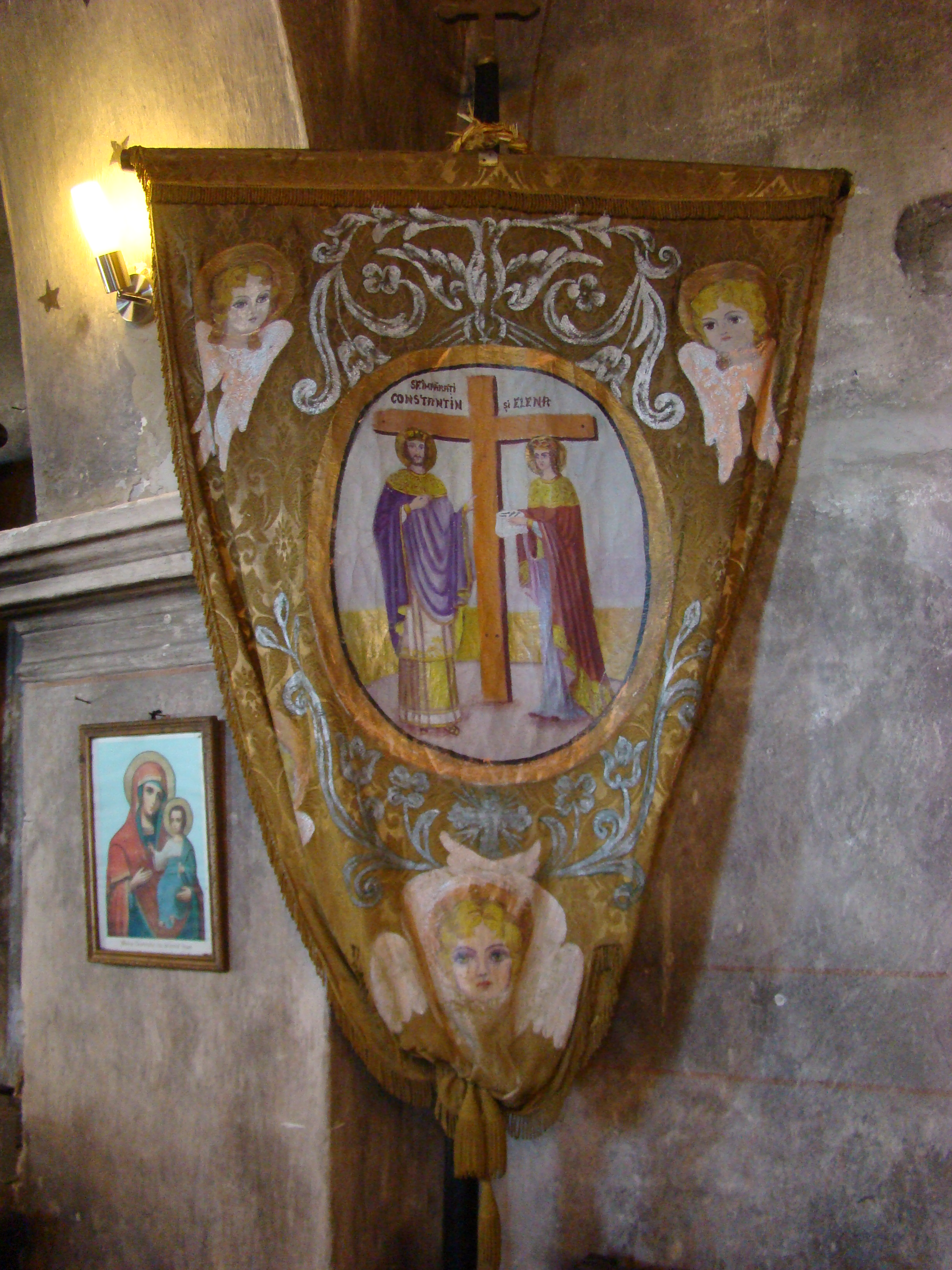
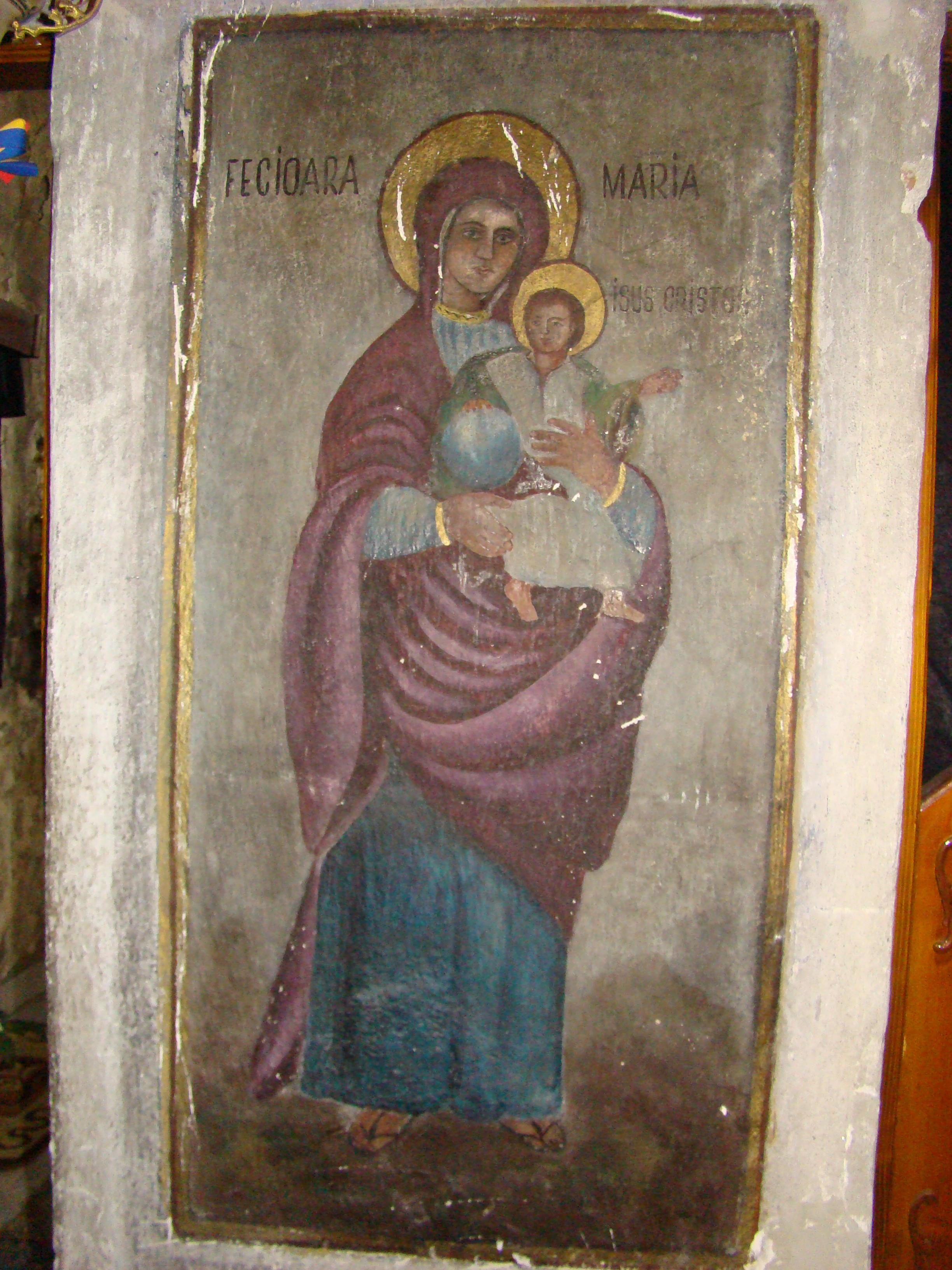
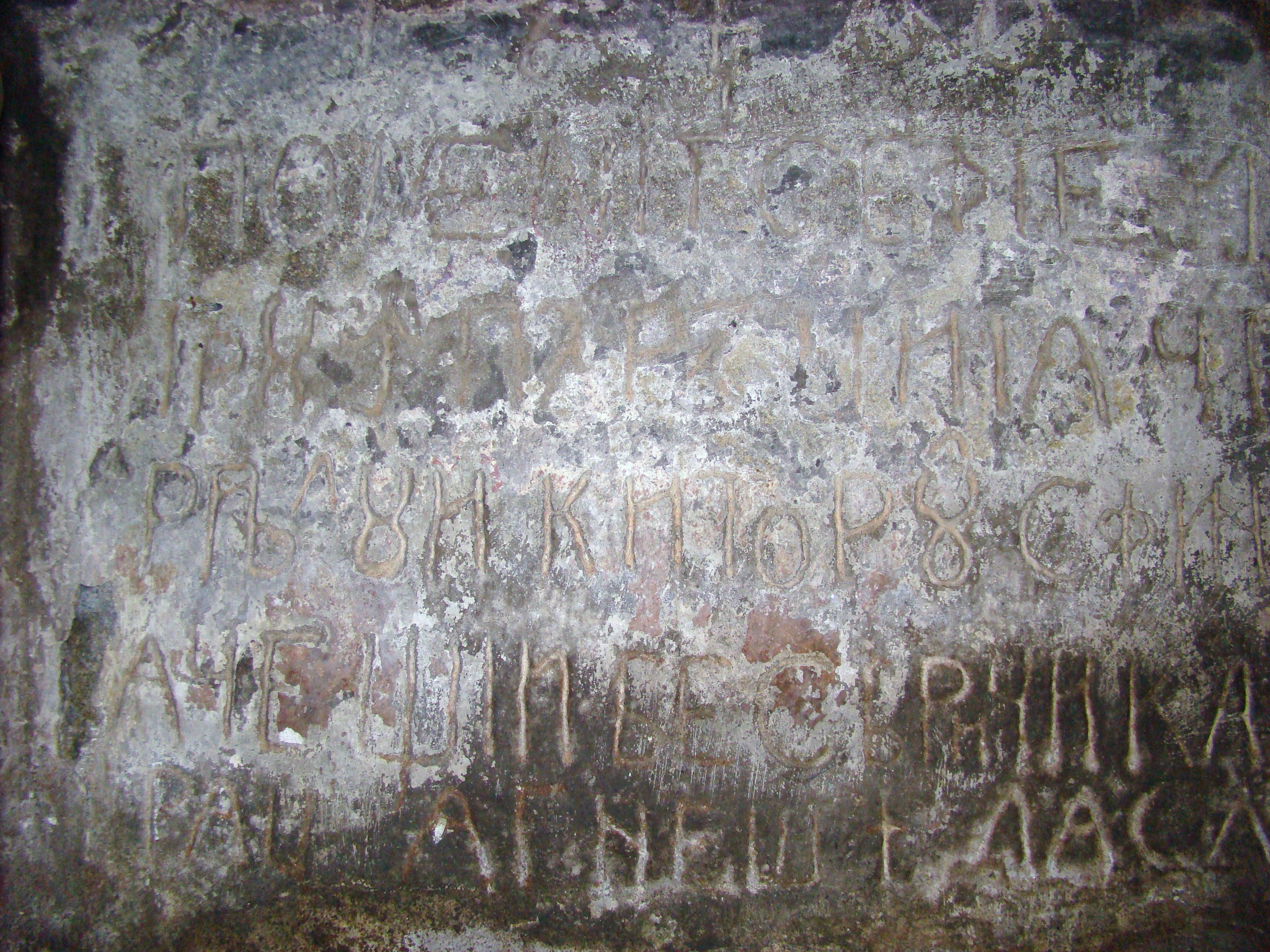
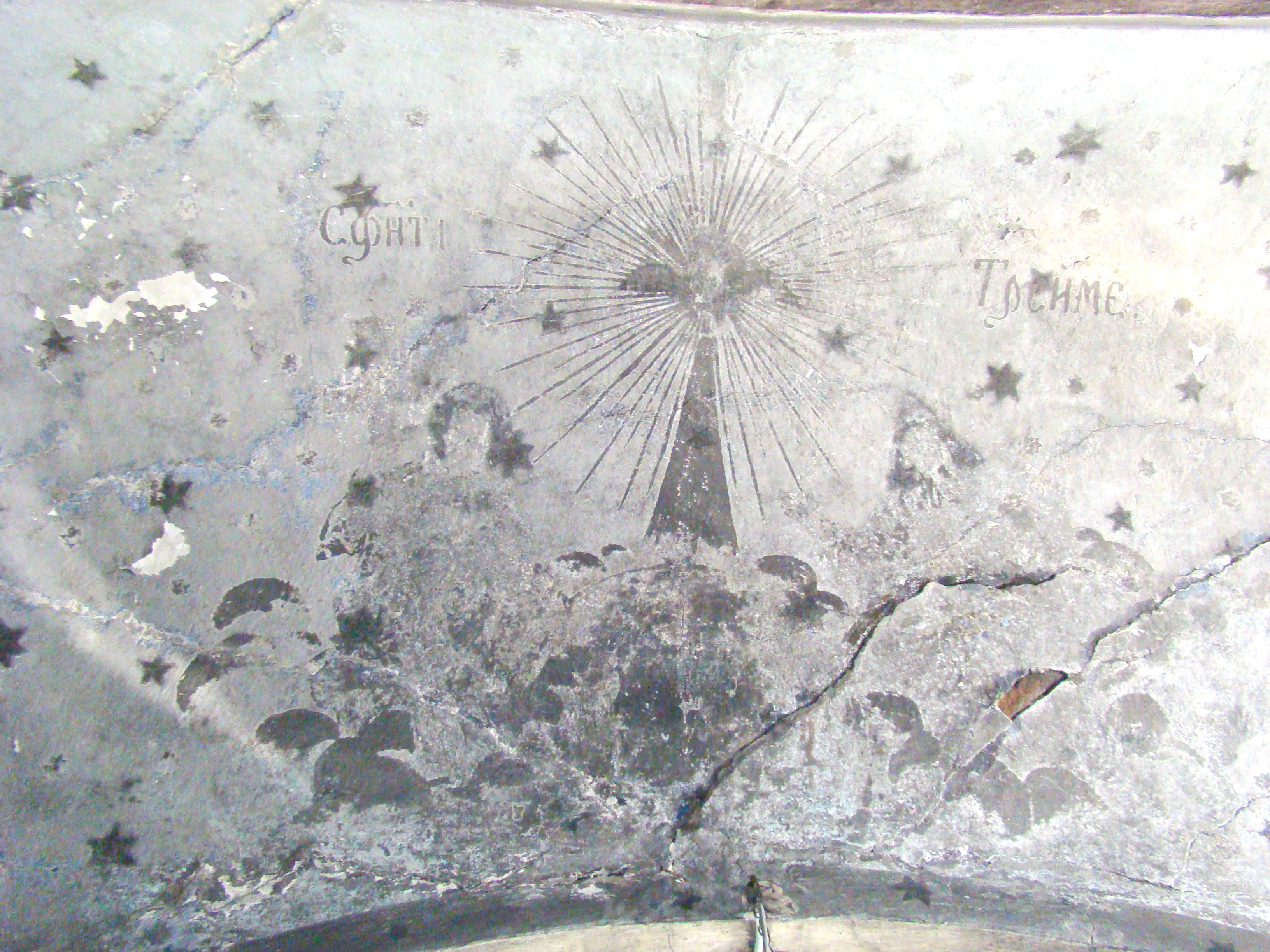
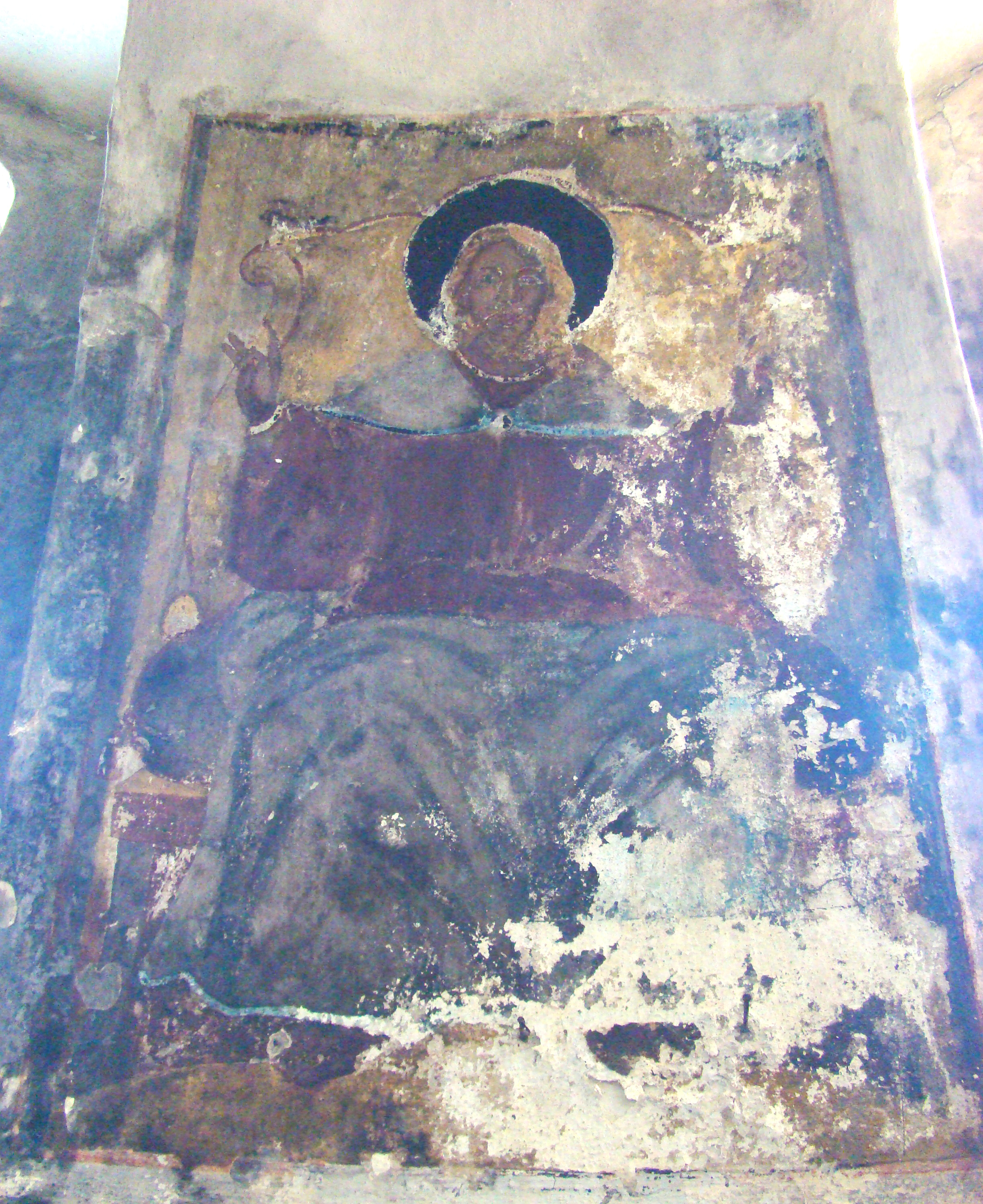
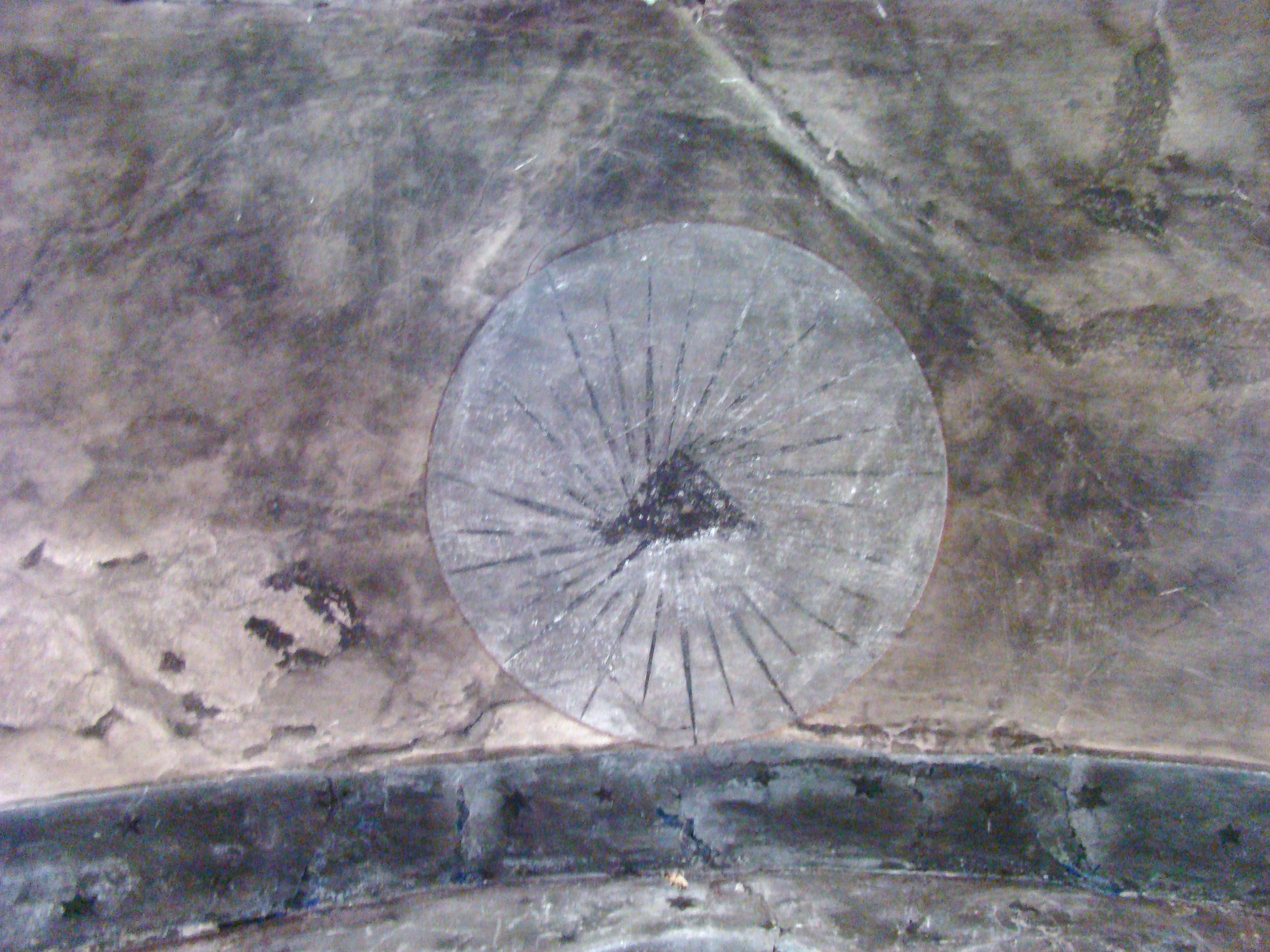

## Imagini din exterior

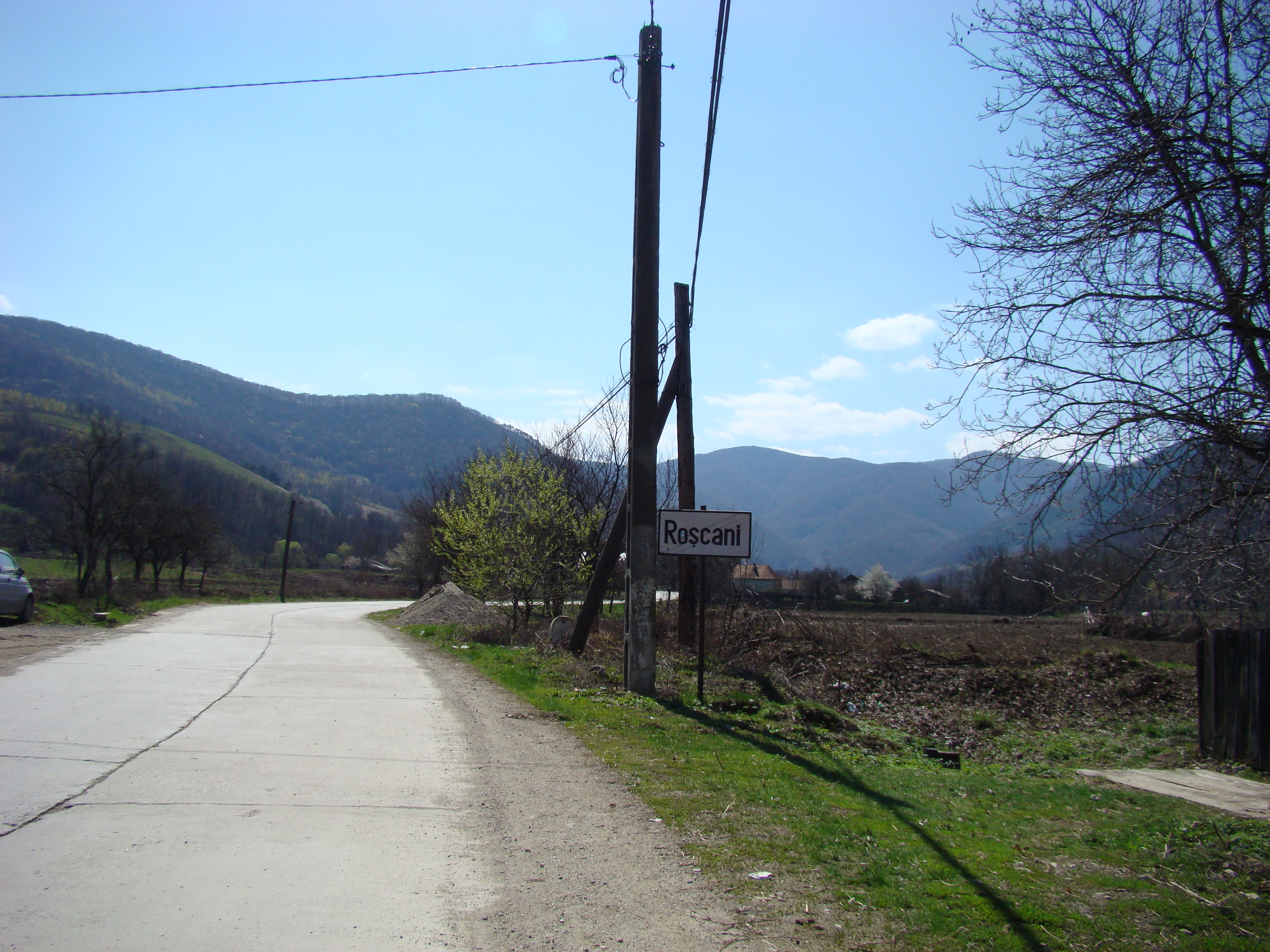
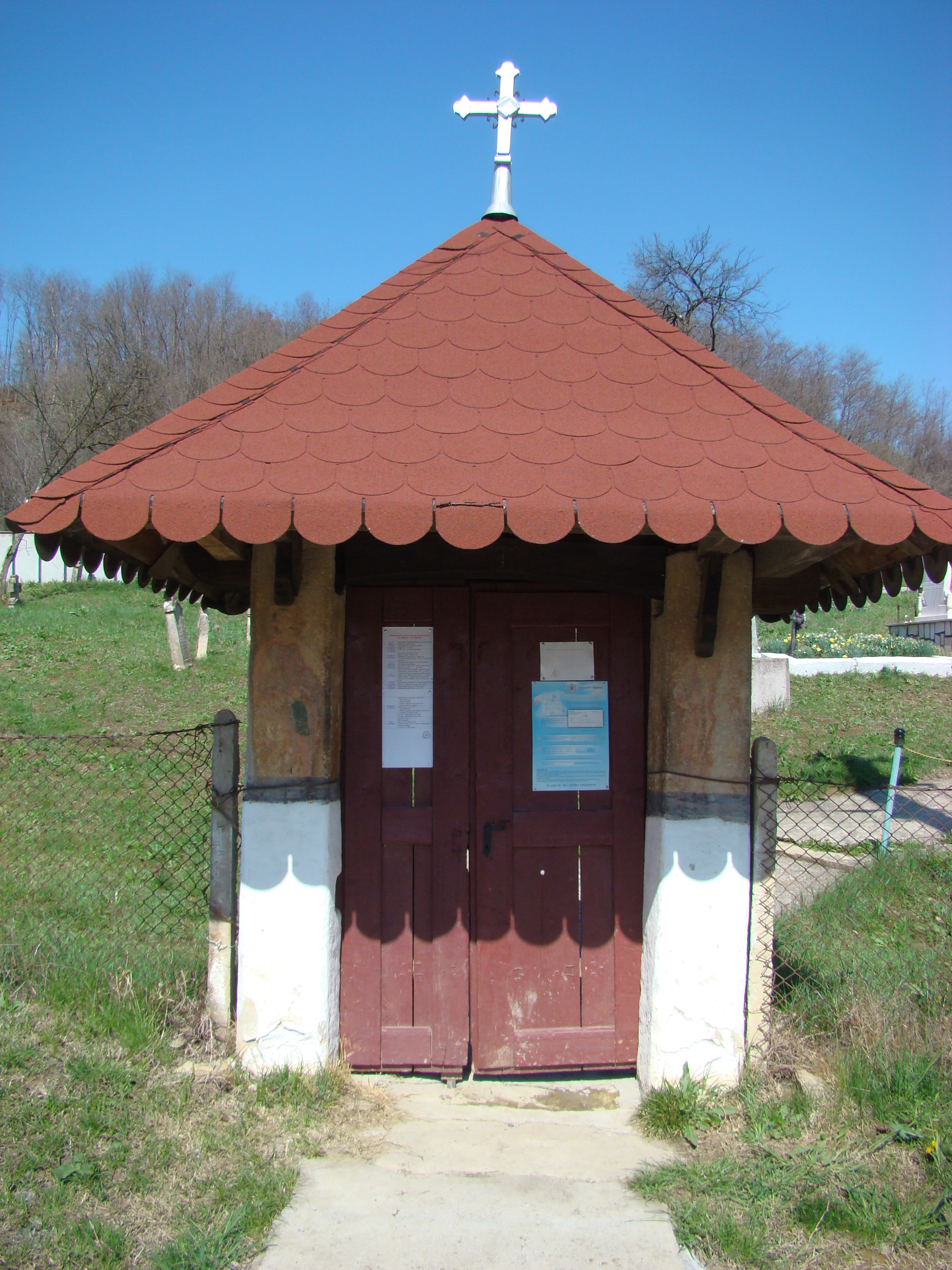
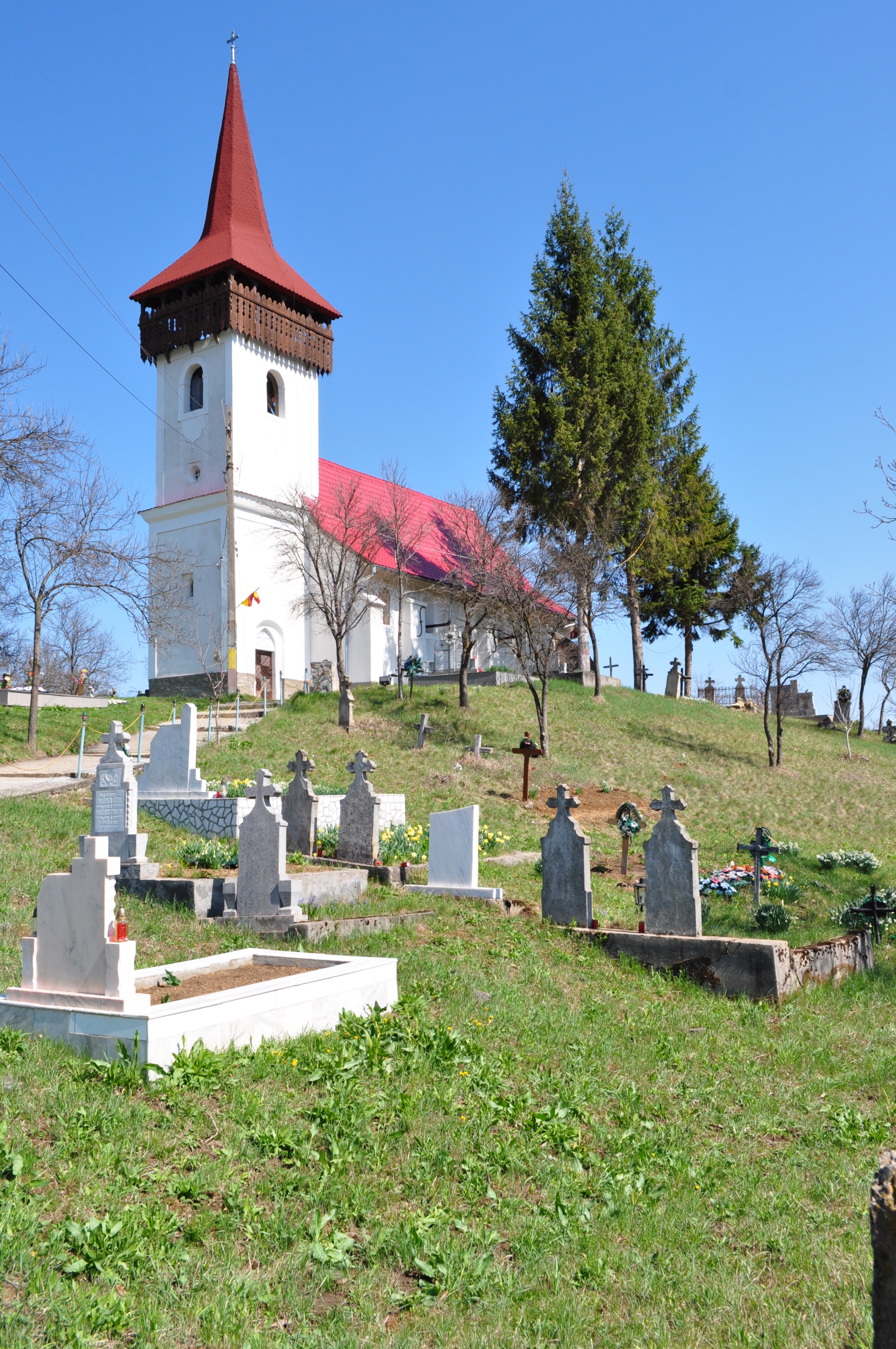
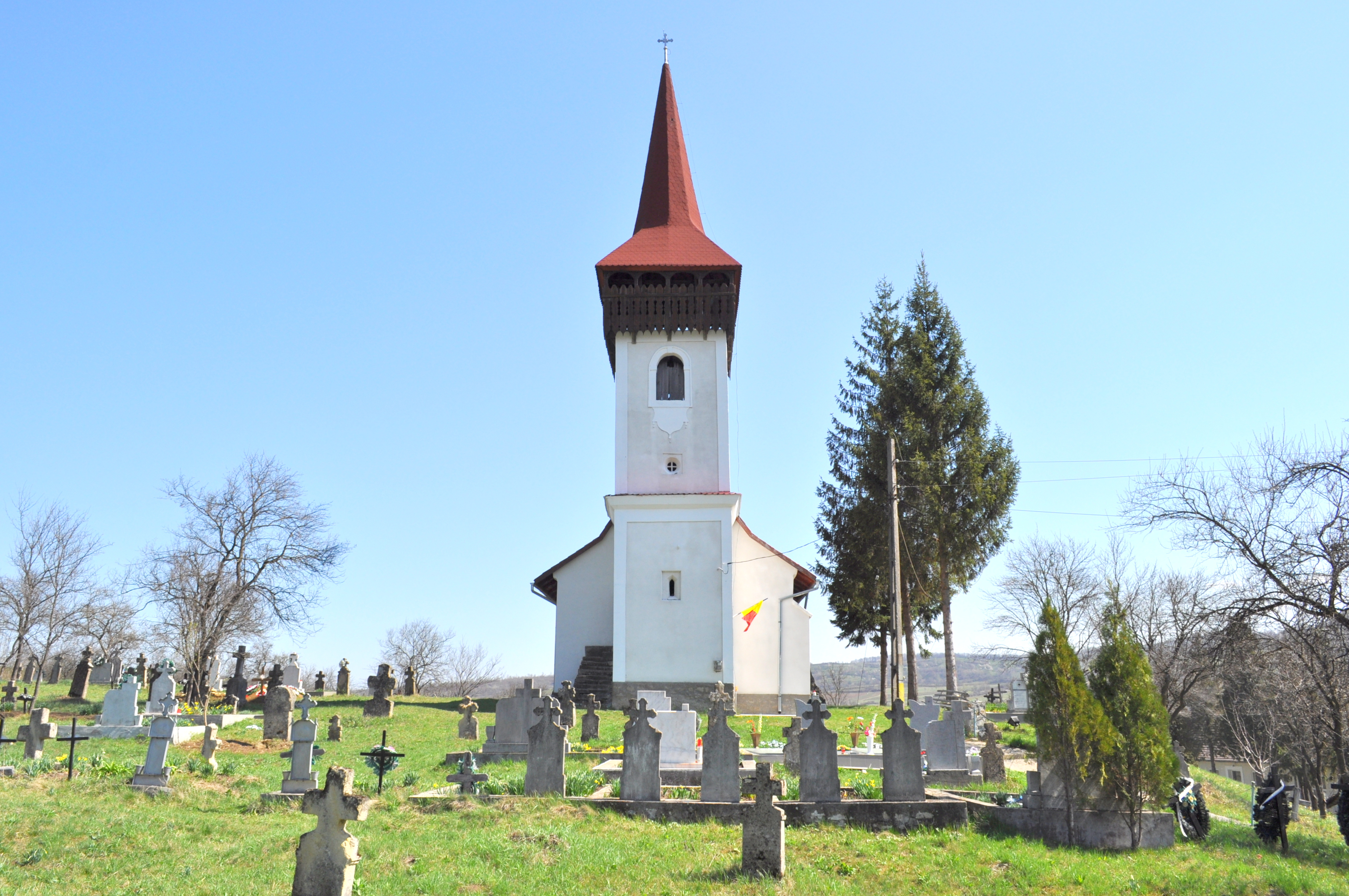
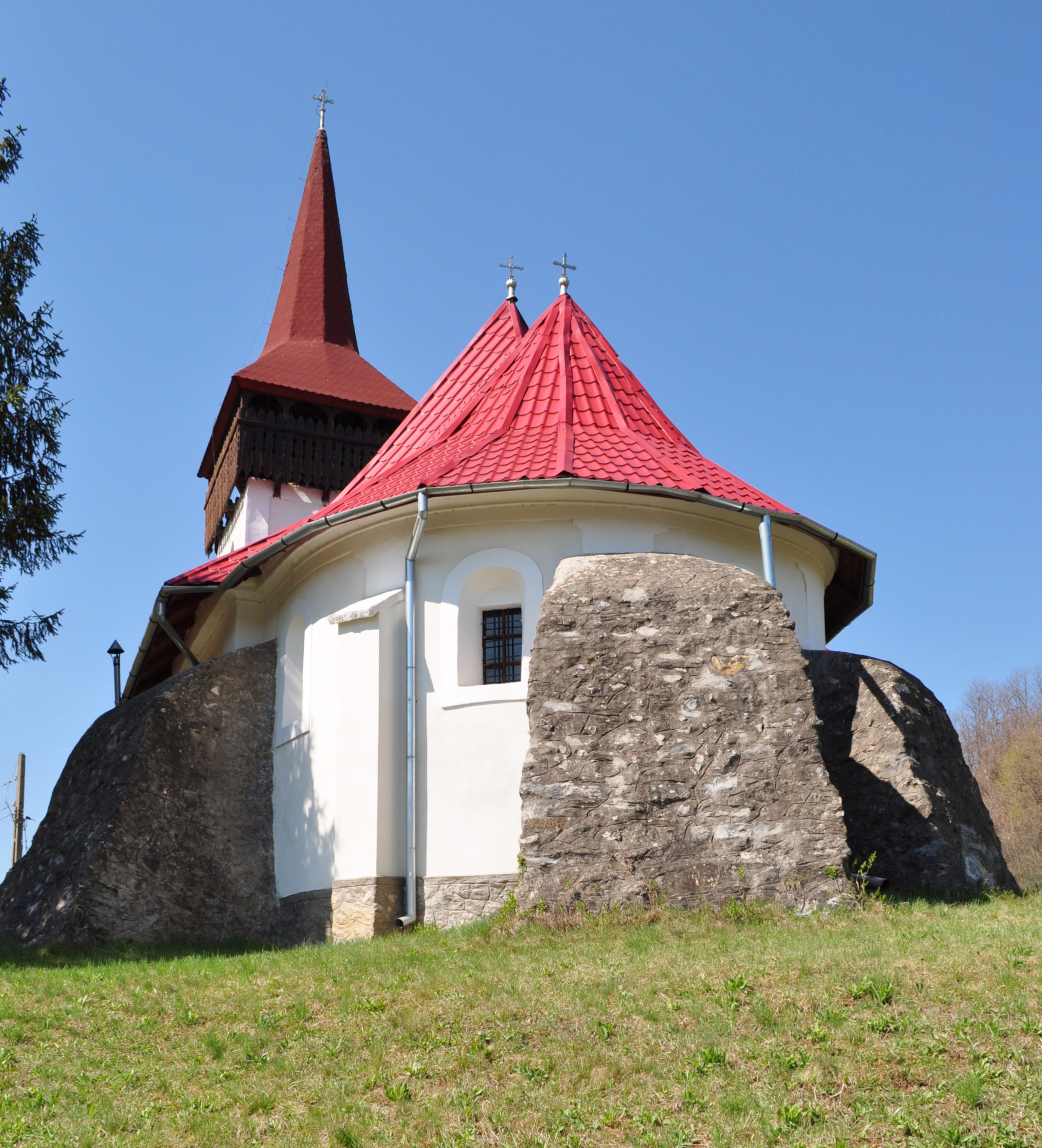
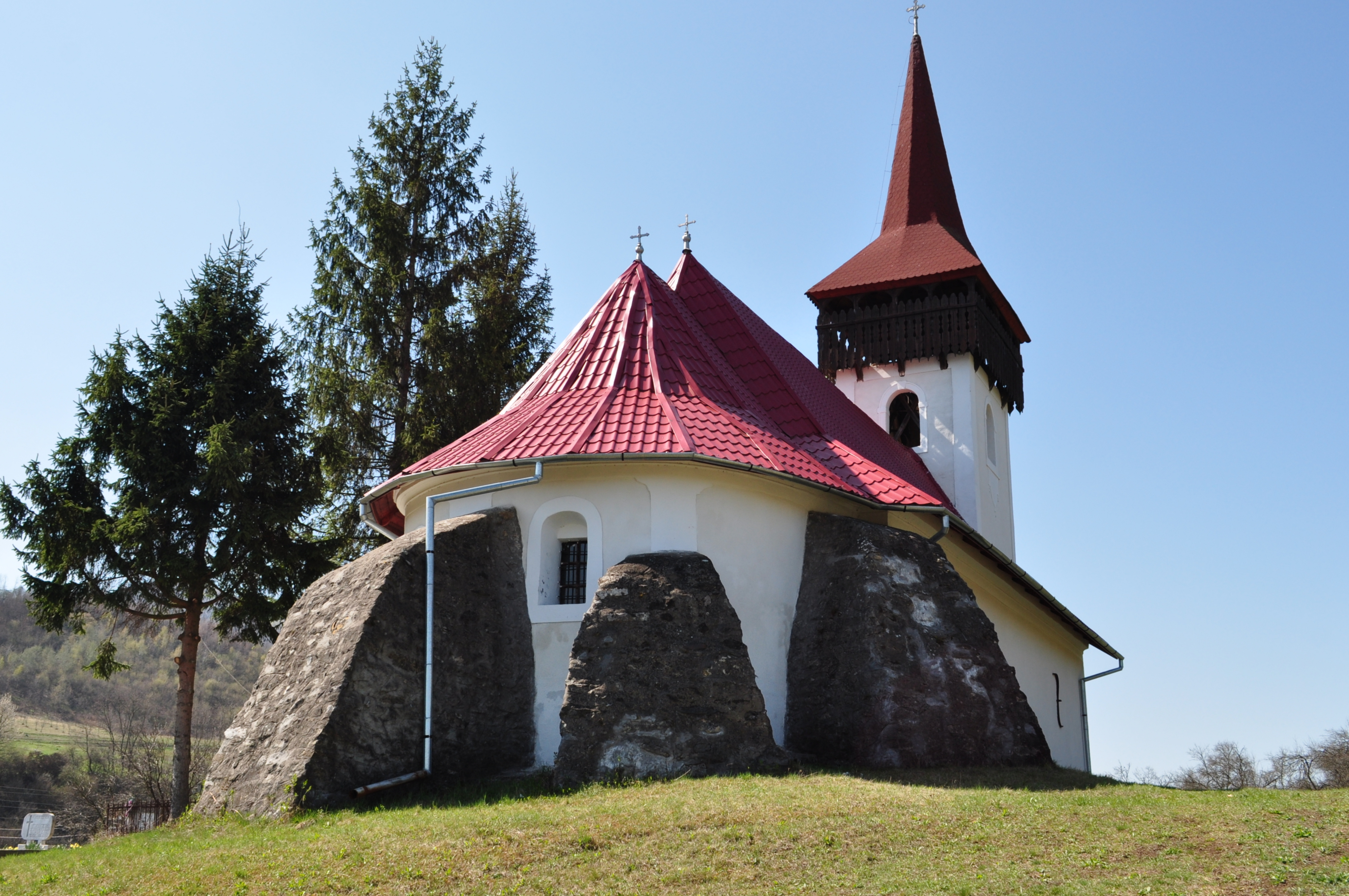
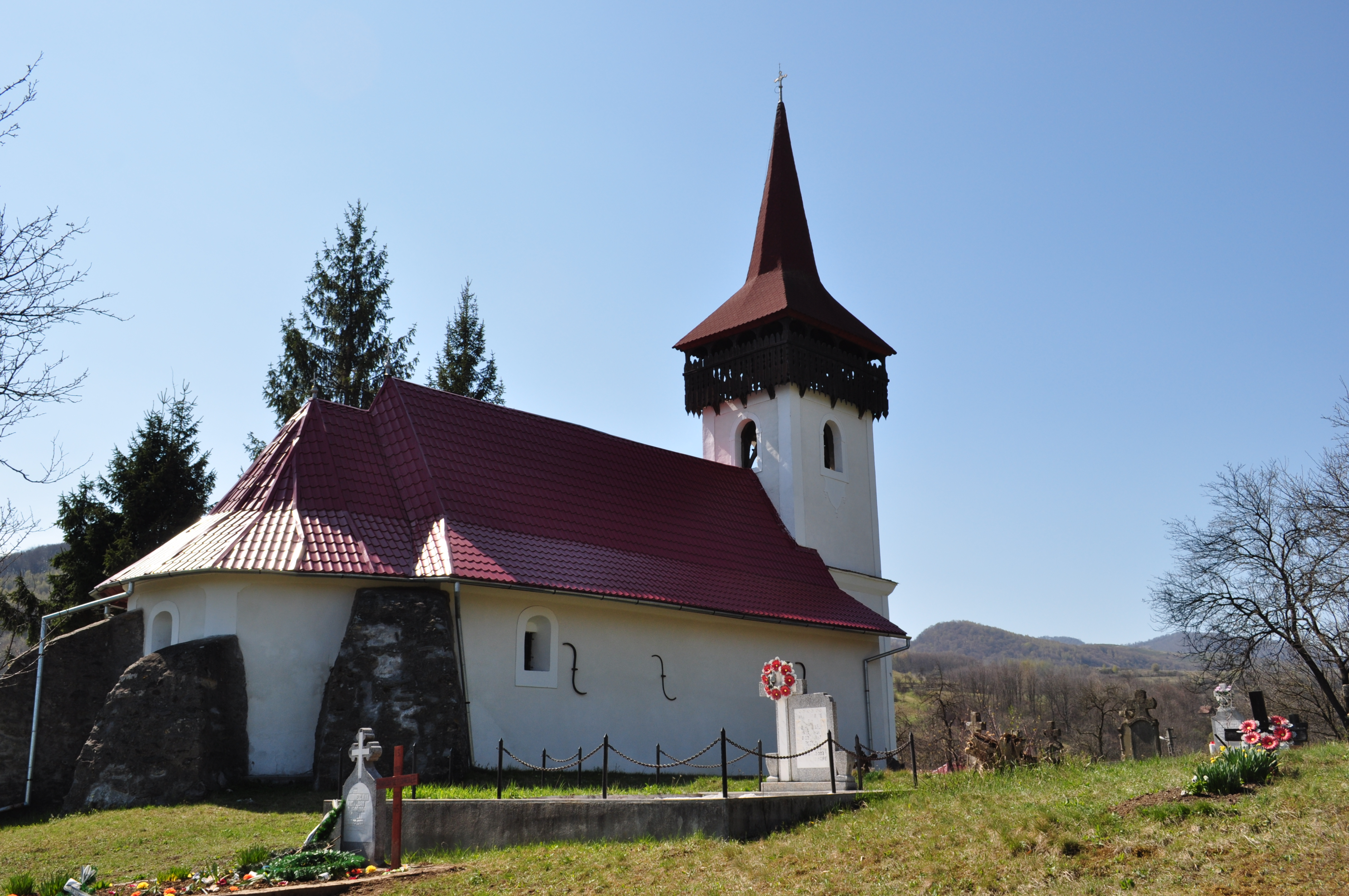
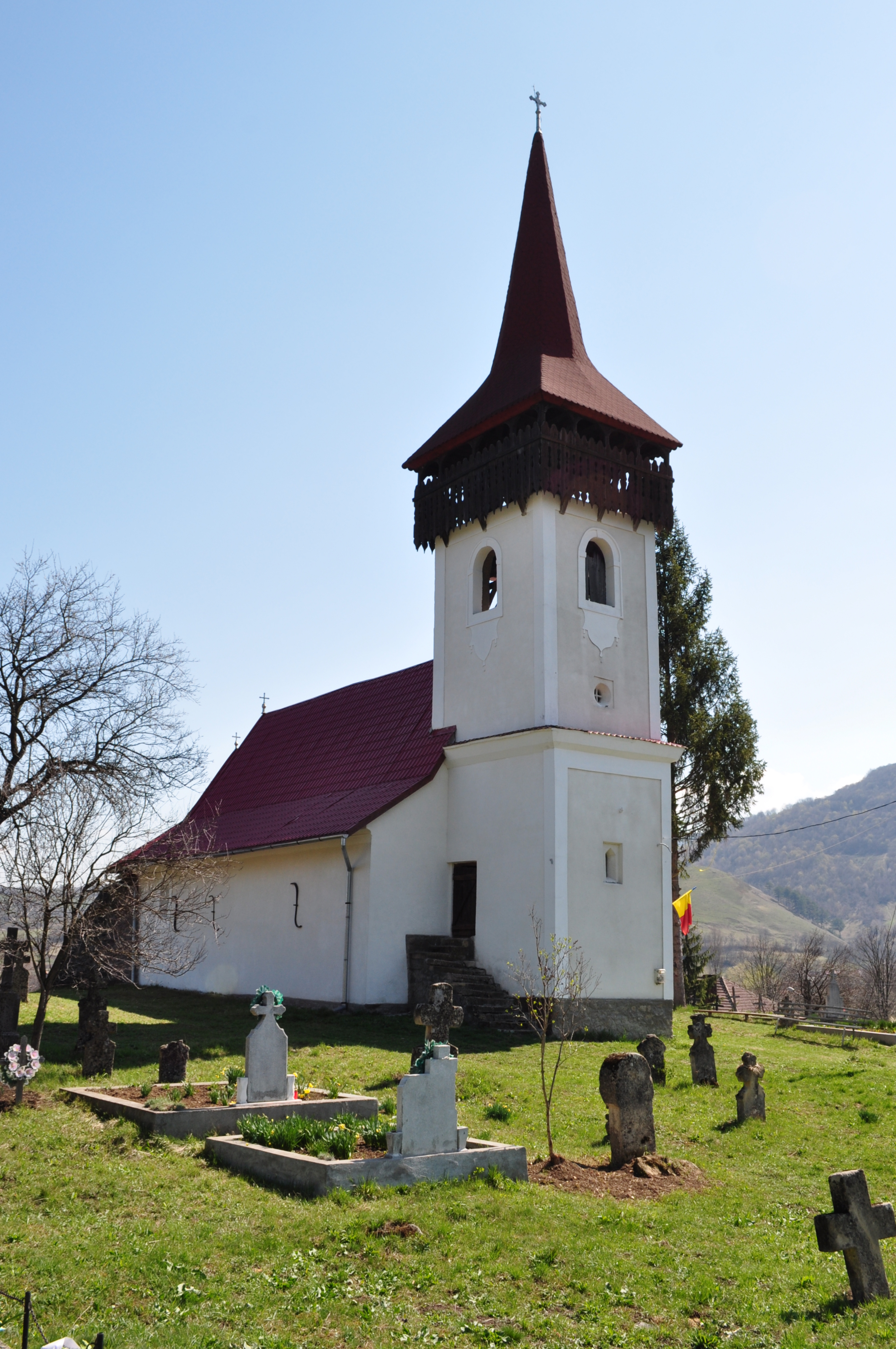
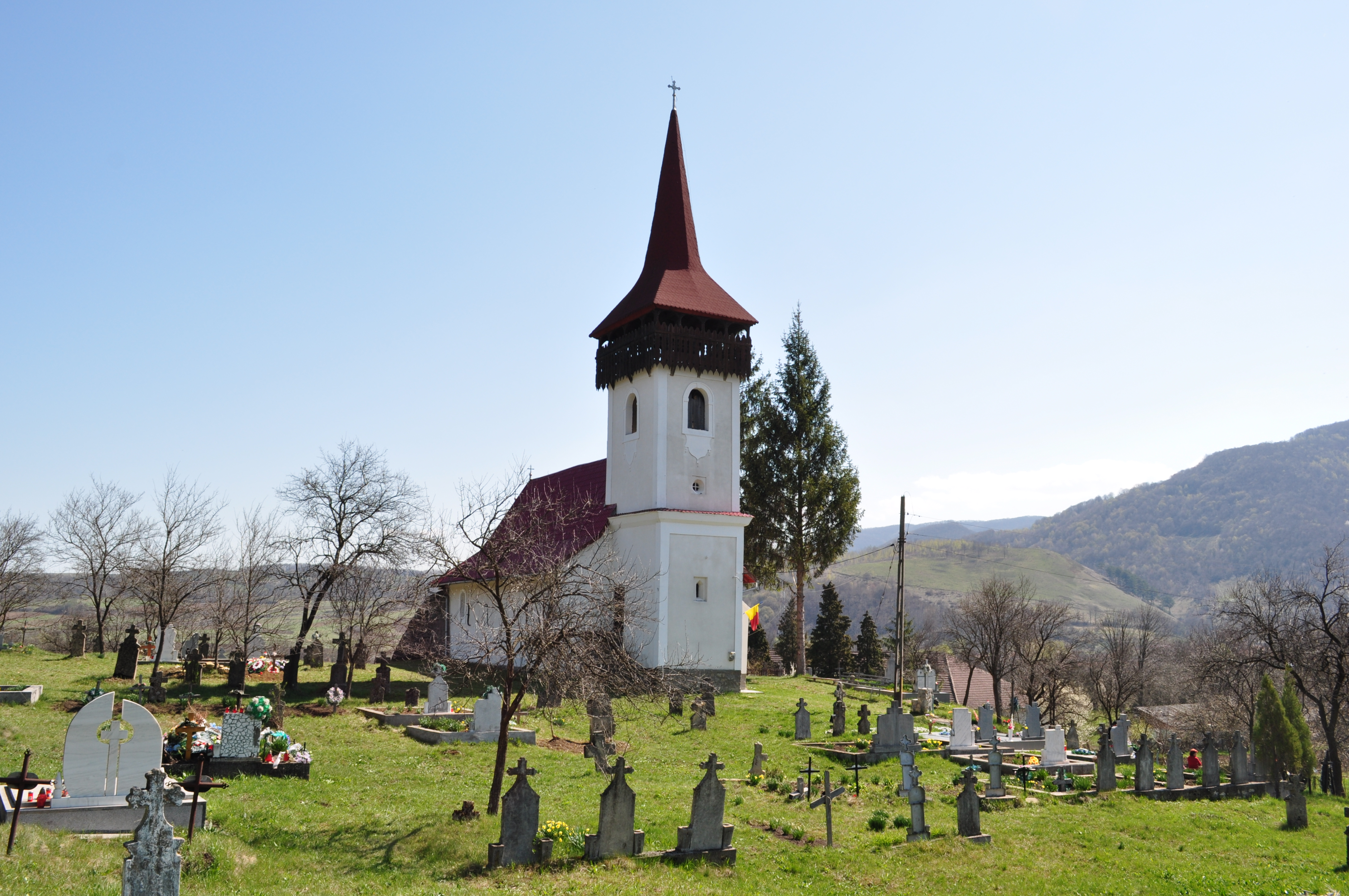
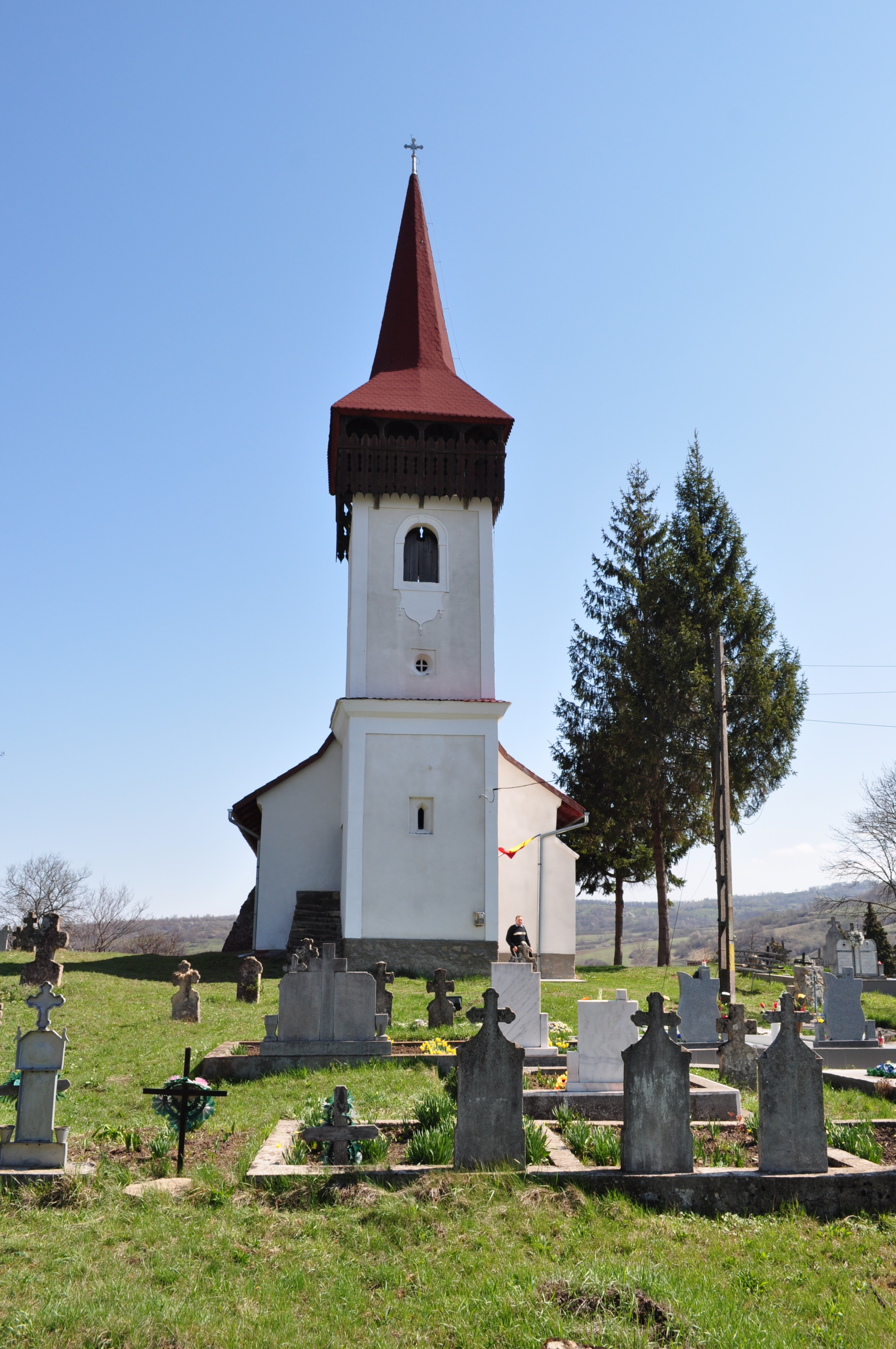
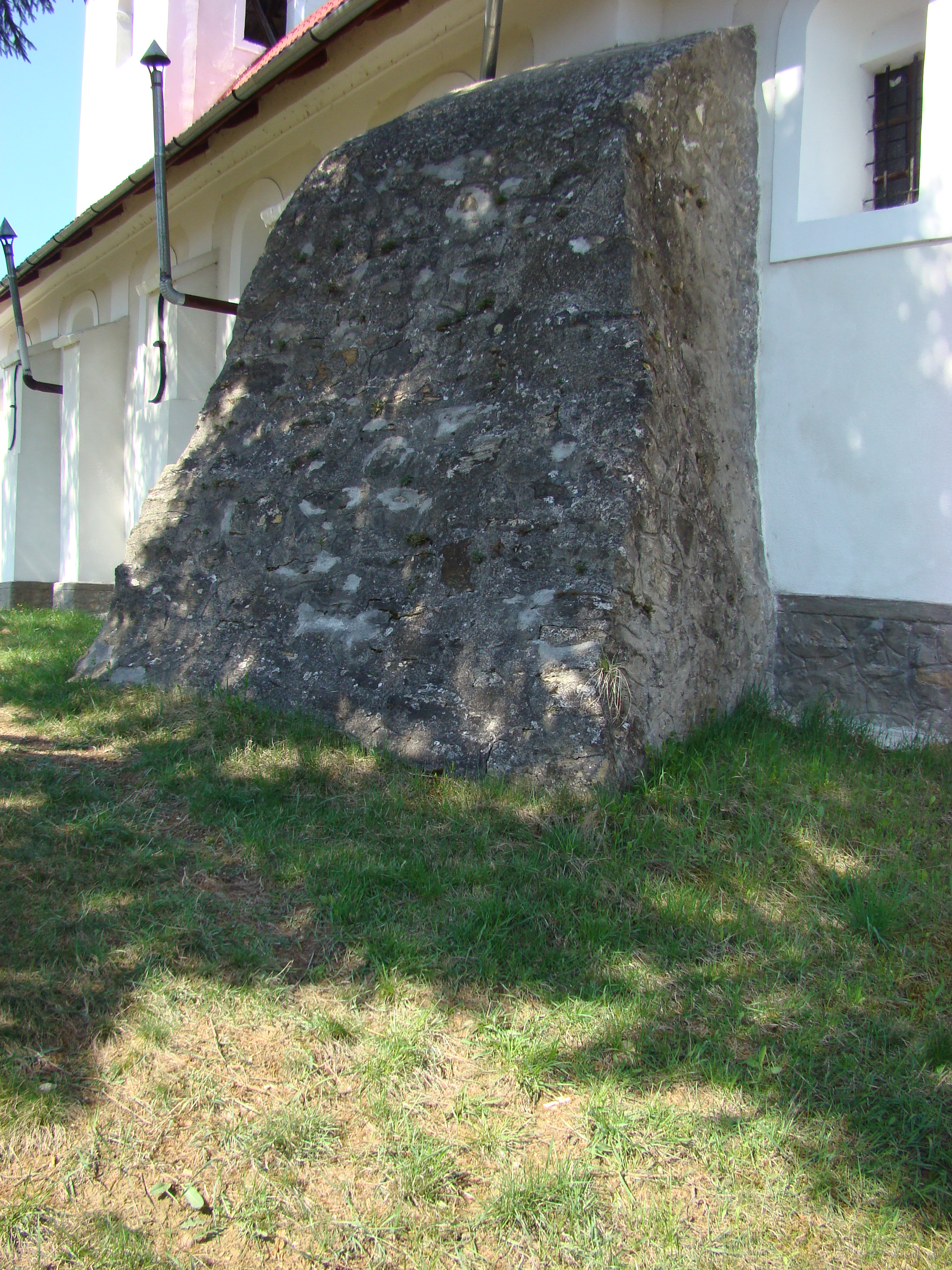
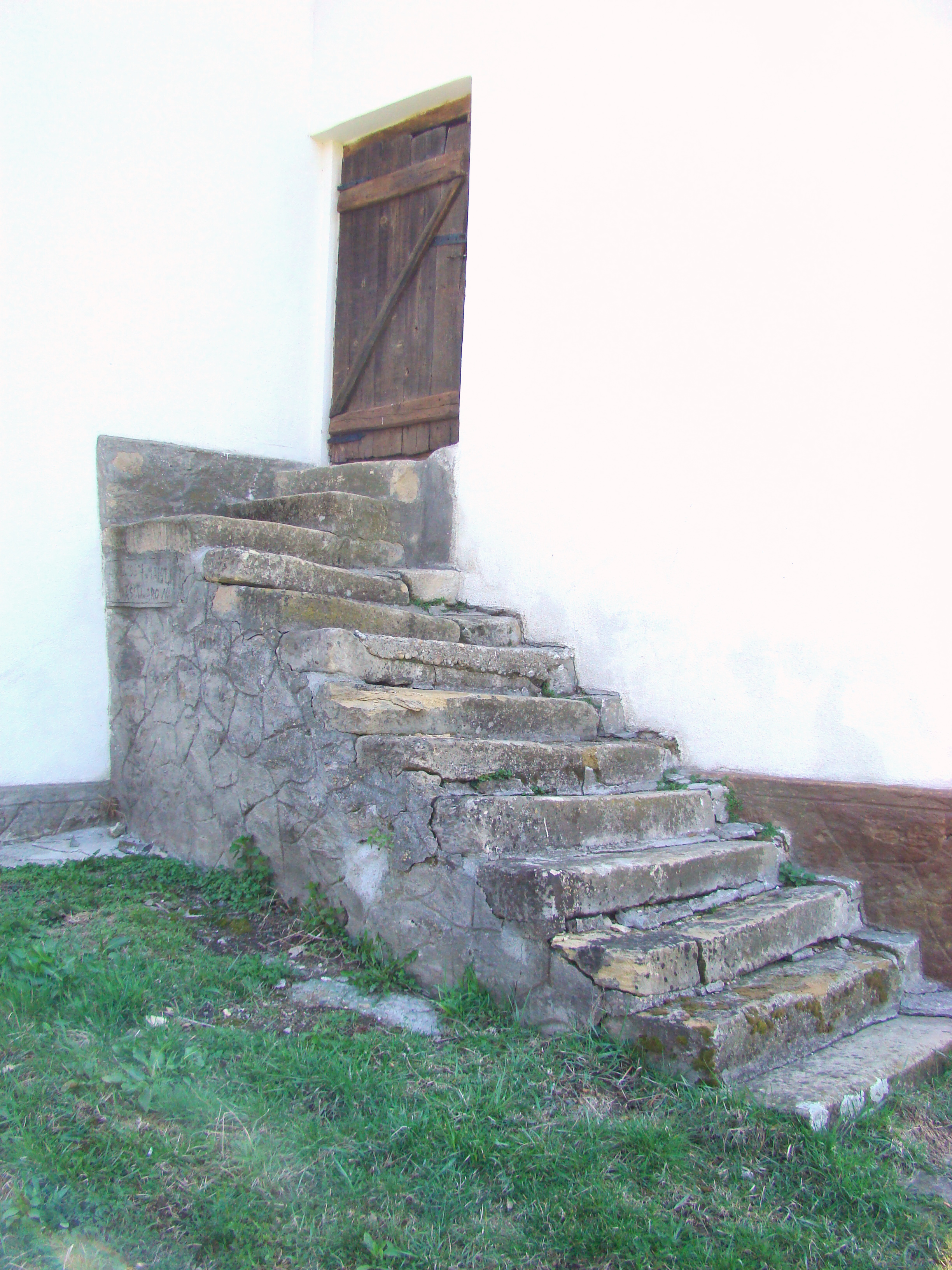
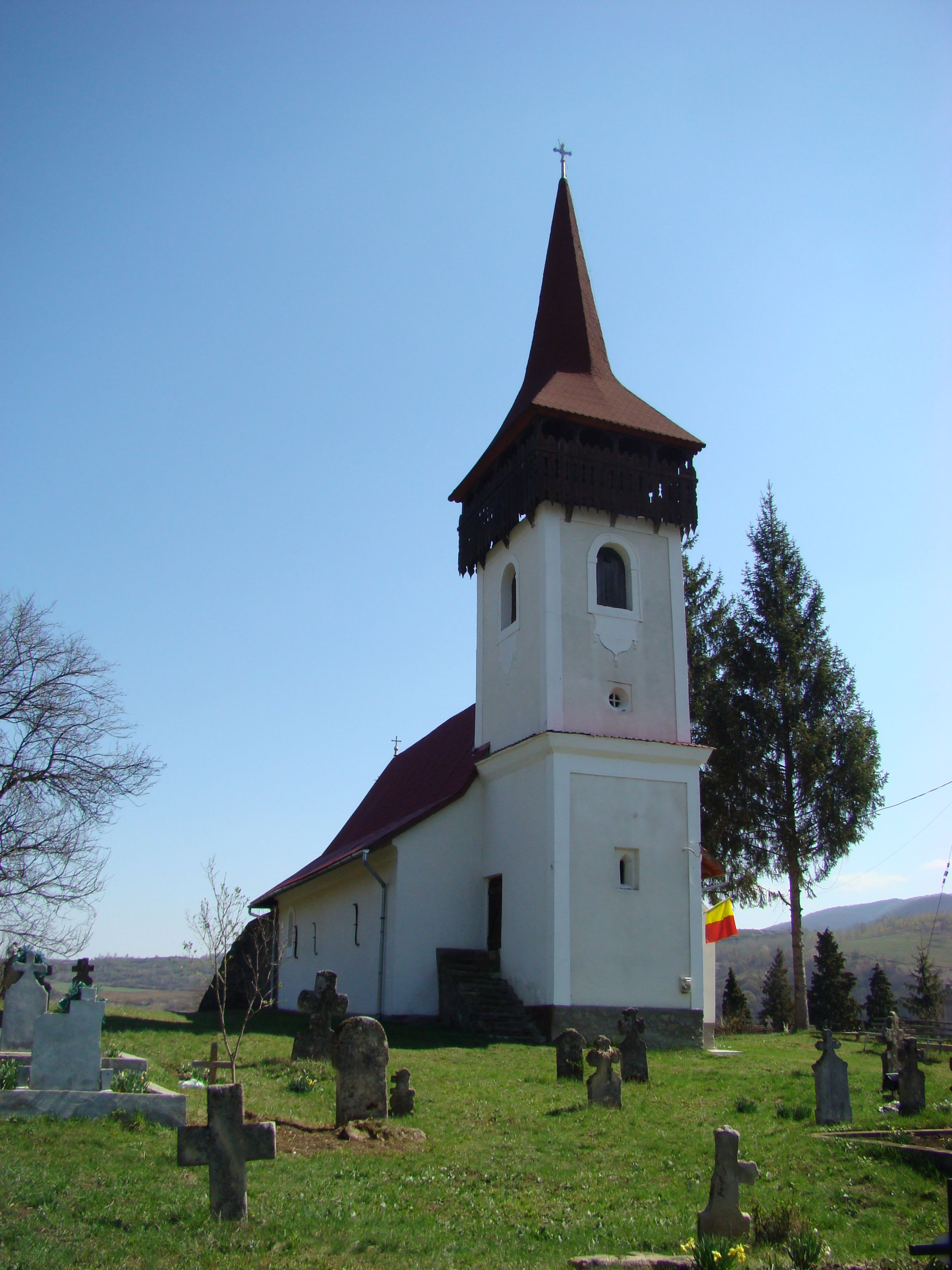
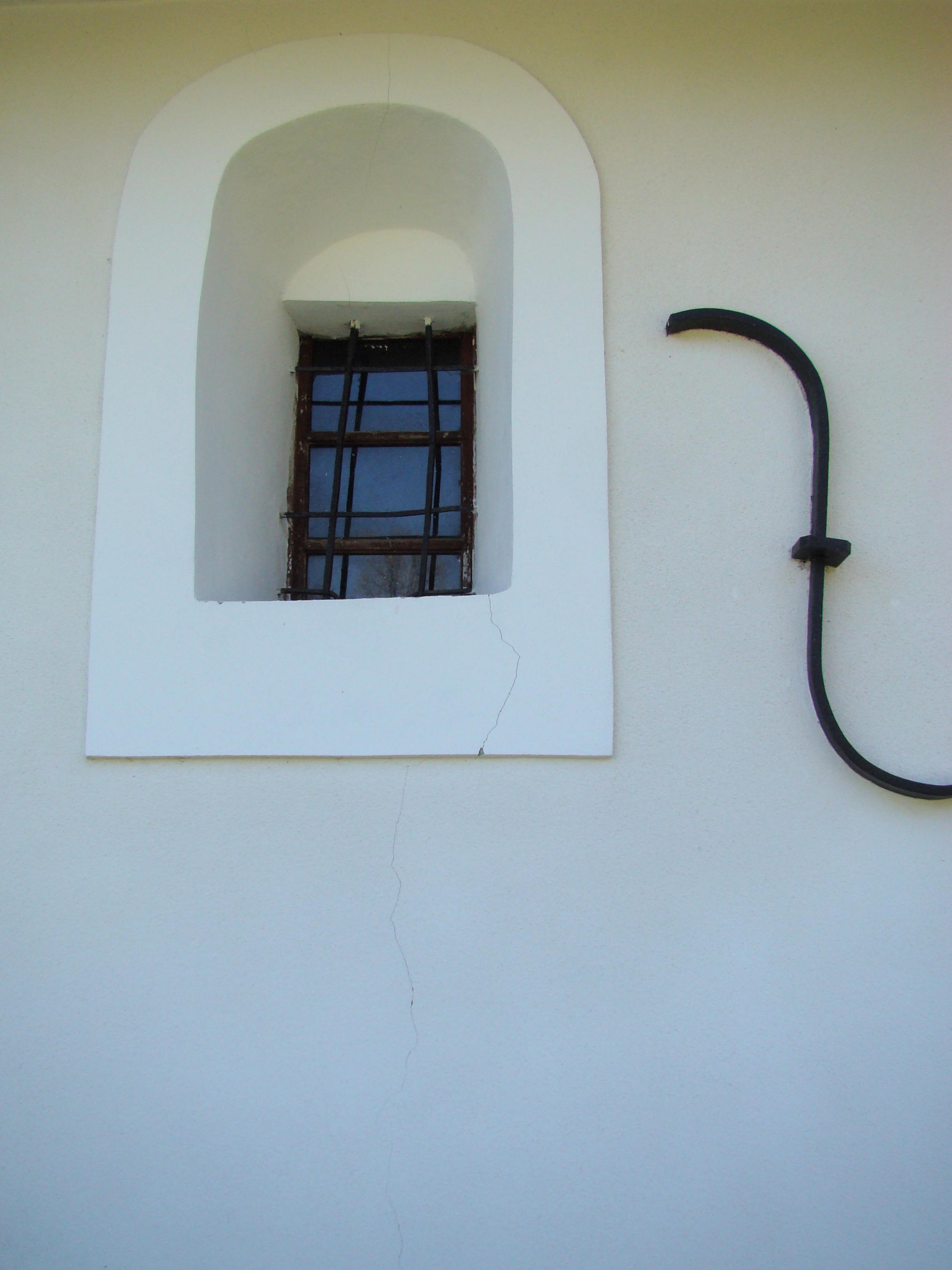
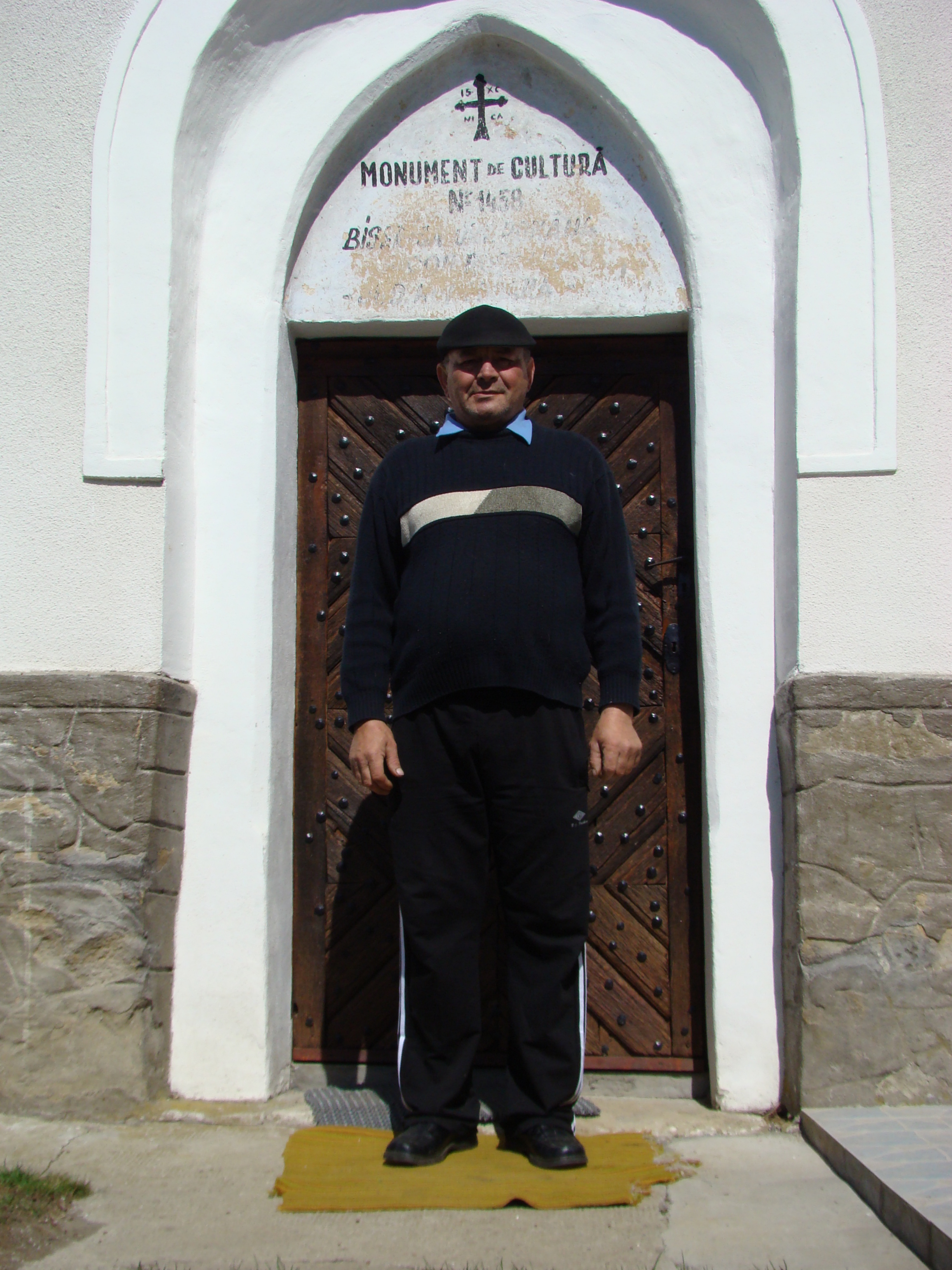
Crâsnicul
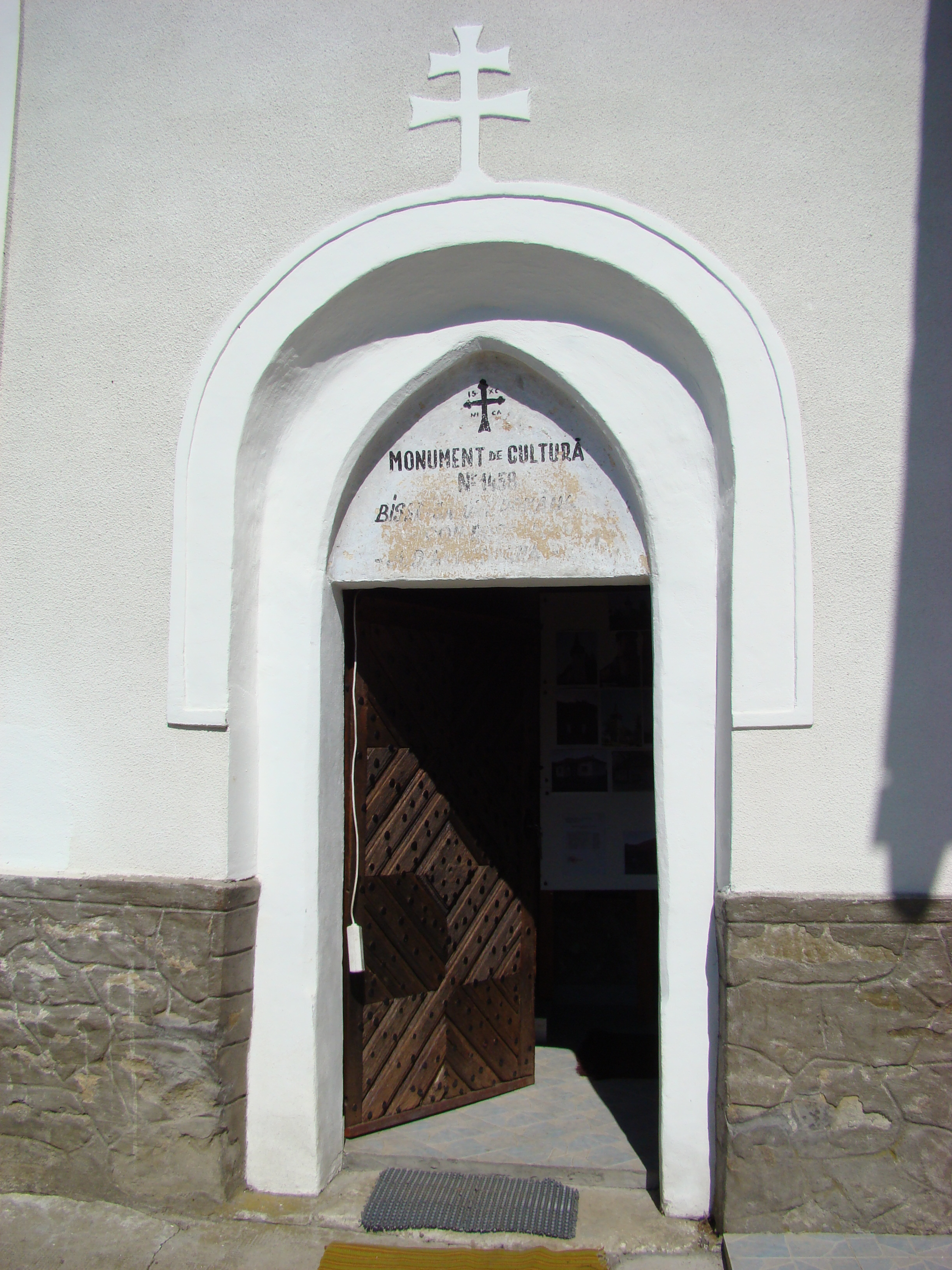
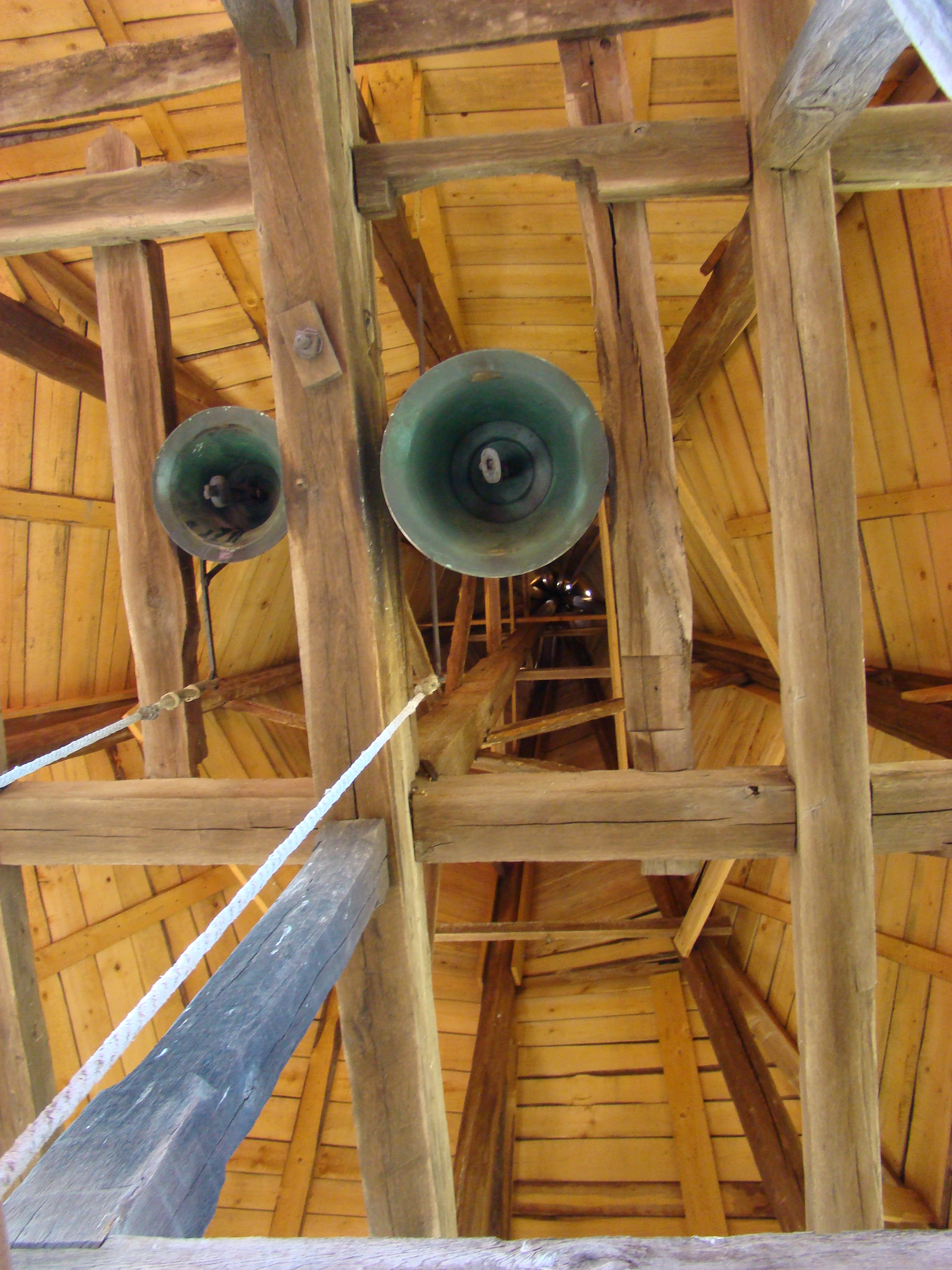
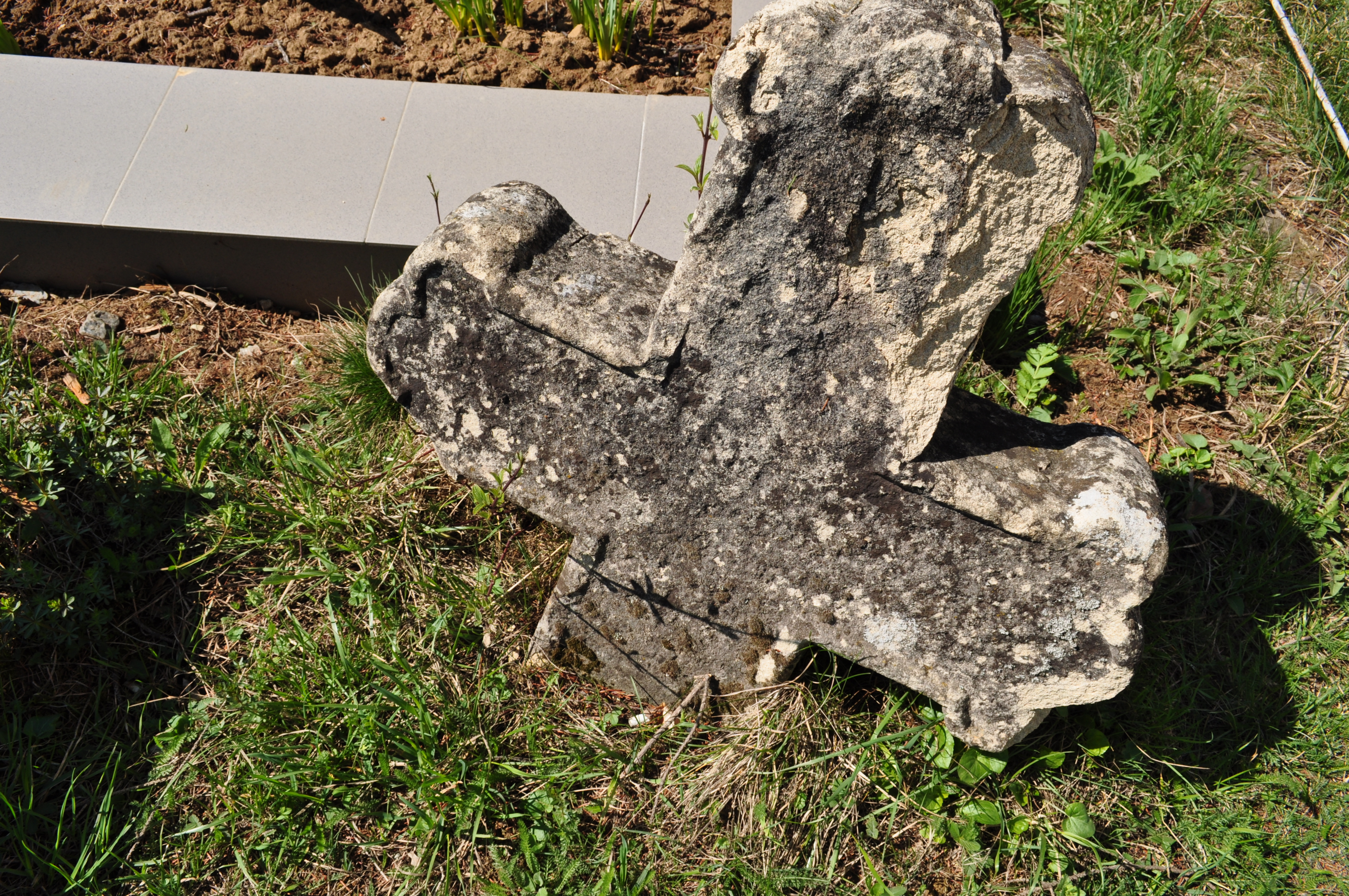
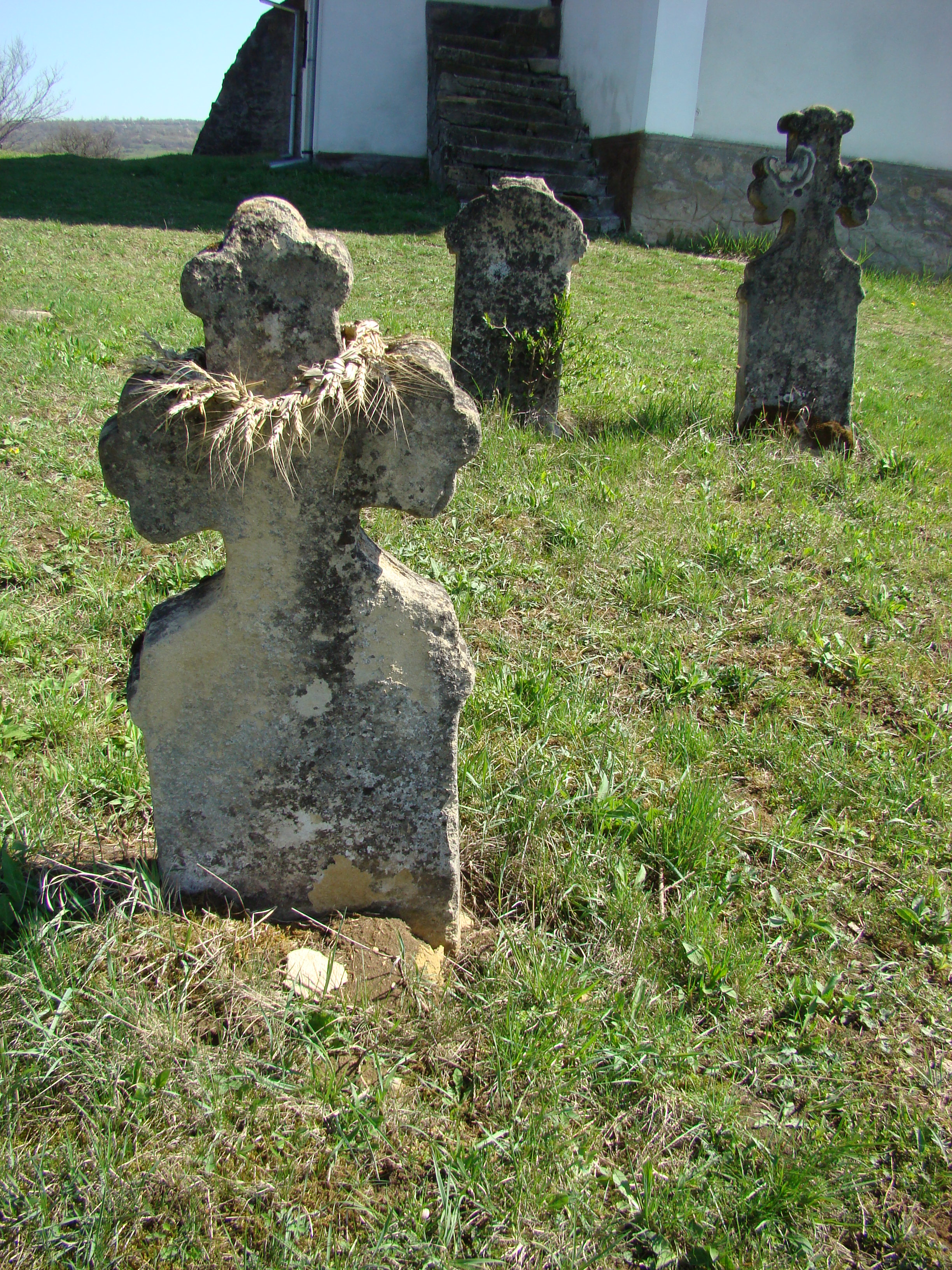
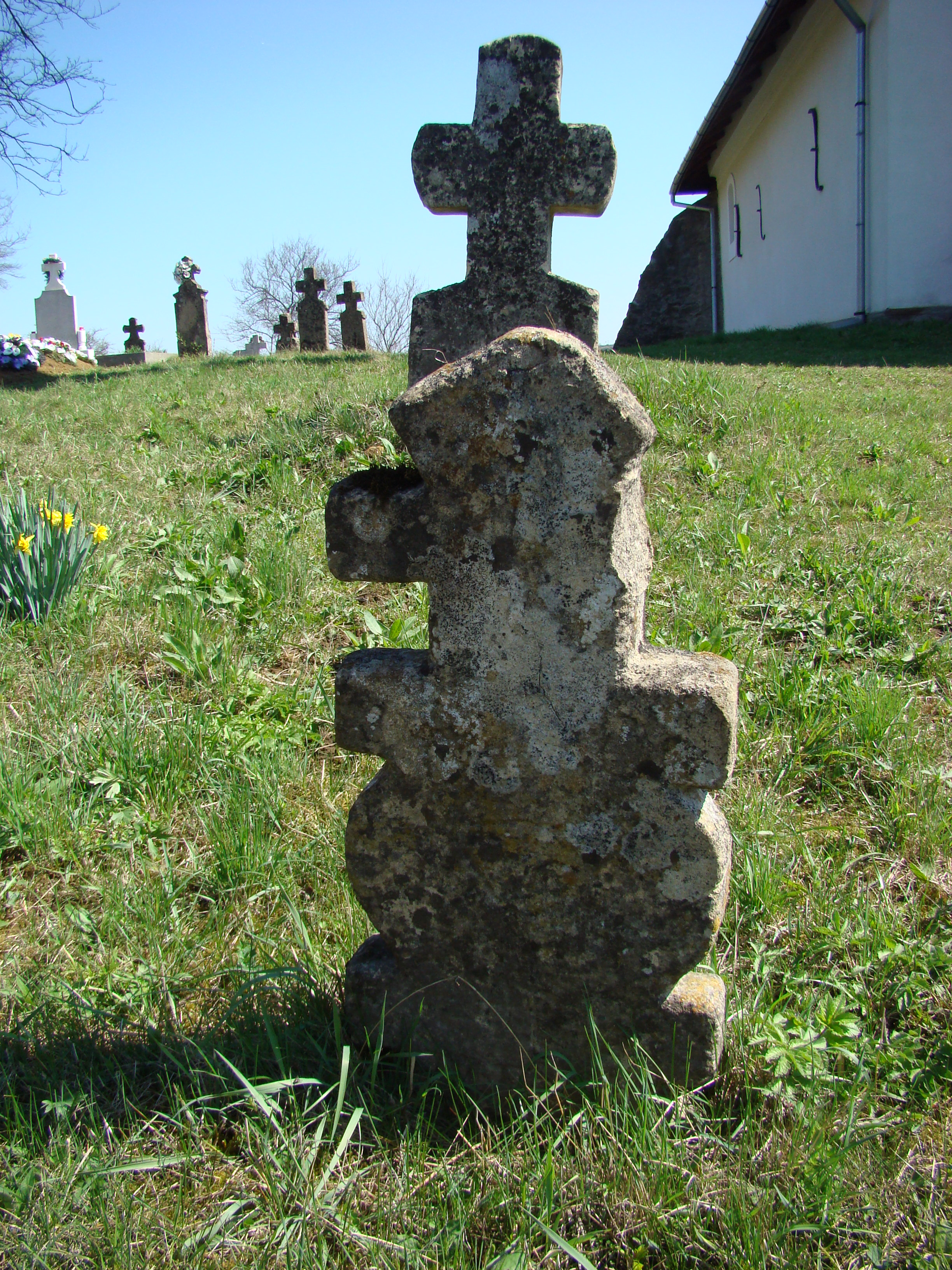